# Żyrafa sawannowa
Żyrafa sawannowa (Giraffa camelopardalis) – afrykański ssak parzystokopytny z rodziny żyrafowatych. Najwyższe zwierzę lądowe i największy z przeżuwaczy żyjących w czasach nowożytnych. Jego epitet gatunkowy odnosi się do przypominającego wielbłąda wyglądu i łat na futrze, właściwych lampartowi (leopardowi, Panthera pardus). Gatunek ten wyróżnia się bardzo długą szyją, osiąga 5–6 m wysokości i masę (średnio) 1200 kg w przypadku samców i 830 kg w przypadku samic. Jego najbliższym żyjącym krewnym jest okapi leśne (rodzina Giraffidae liczy na początku XXI w. tylko te dwa gatunki). Bazując na wzorze ubarwienia wyróżnia się 9 podgatunków, natomiast badania genetyczne sugerują podział gatunku na cztery odrębne gatunki.
Żyrafy występują od Czadu na północy do RPA na południu oraz od Nigru na zachodzie do Somalii na wschodzie. Zasięg występowania żyrafy jest nieciągły, a niektóre populacje izolowane od siebie. Zwierzę zasiedla zazwyczaj sawanny, tereny trawiaste i otwarte lesiste. Główne źródło pożywienia żyrafy to liście akacji, rosnące na wysokości niedostępnej dla większości roślinożerców. Na żyrafy polują lwy. Młode padają też ofiarami lampartów, hien cętkowanych i likaonów. Osobniki dorosłe nie tworzą silnych więzi społecznych, choć gromadzą się w luźnych grupkach, gdy przemieszczają się w tym samym kierunku. Samce tworzą hierarchię społeczną ustanawianą poprzez necking, czyli walkę na uderzenia szyjami. Dominujący samiec zdobywa dostęp do płci przeciwnej, jednakże nie bierze udziału w wychowywaniu potomstwa.
Zwierzę intrygowało różne kultury, i starożytne, i współczesne, z uwagi na swój charakterystyczny wygląd. Często przedstawiano je na rysunkach, w książkach i kreskówkach. Międzynarodowa Unia Ochrony Przyrody przyznała mu status narażony (ang. vulnerable) w licznych częściach swego dawniejszego zasięgu występowania, choć niektóre podgatunki klasyfikowane są jako zagrożone (ang. endangered). Niemniej ssak spotykany jest w licznych parkach narodowych i rezerwatach.

## Etymologia
Źródłosłów polskiej nazwy „żyrafa”, francuskiej girafe i włoskiej giraffa, jak i angielskiej „giraffe” sięga języka arabskiego, w którym występuje słowo zarafa (زرافة), być może pochodzące z jednego z języków Afryki. Tłumaczy się je jako „szybki chodziarz”. W języku średnioangielskim występowało kilka różnych form, jak jarraf, ziraph czy gerfauntz. Możliwe, że słowo to pochodzi od nazwy zwierzęcia w języku somalijskim: geri. Włoski wyraz giraffa powstał w ostatniej dekadzie XVI wieku. Współczesna forma angielska powstała około roku 1600 w oparciu o francuską girafe. Z francuskiego wywodzi się też nazwa polska.
Epitet gatunkowy camelopardalis pochodzi z łaciny. W przeszłości bowiem uważano to zwierzę za krzyżówkę wielbłąda (camelus) i lamparta (panthera). Biblia Jakuba Wujka używa na określenie żyrafy terminu „wielbłądopard” (Deut 14, 5), wymieniając ją wśród zwierząt jadalnych. Kameelperd to także nazwa gatunku w języku afrikaans. Inne afrykańskie nazwy to: ekorii w ateso, kanyiet w elgon, nduida w kikuju, tiga w kalenjin i luo, ndwiya w kamba, nudululu w hehe, ntegha w nyaturu, ondere w lugbara, etiika w luhya, kuri w ma’di, oloodo-kirragata lub olchangito-oodo w masajskim, lenywa w meru, hori w pare, lment w samburu i twiga w suahili oraz inne na wschodzie, zaś tutwa w lozi, nthutlwa w tsonga, indlulamitsi w suazi, thutlwa w tswana, thuda w venda i ndlulamithi w zuluskim na południu.

## Systematyka i ewolucja

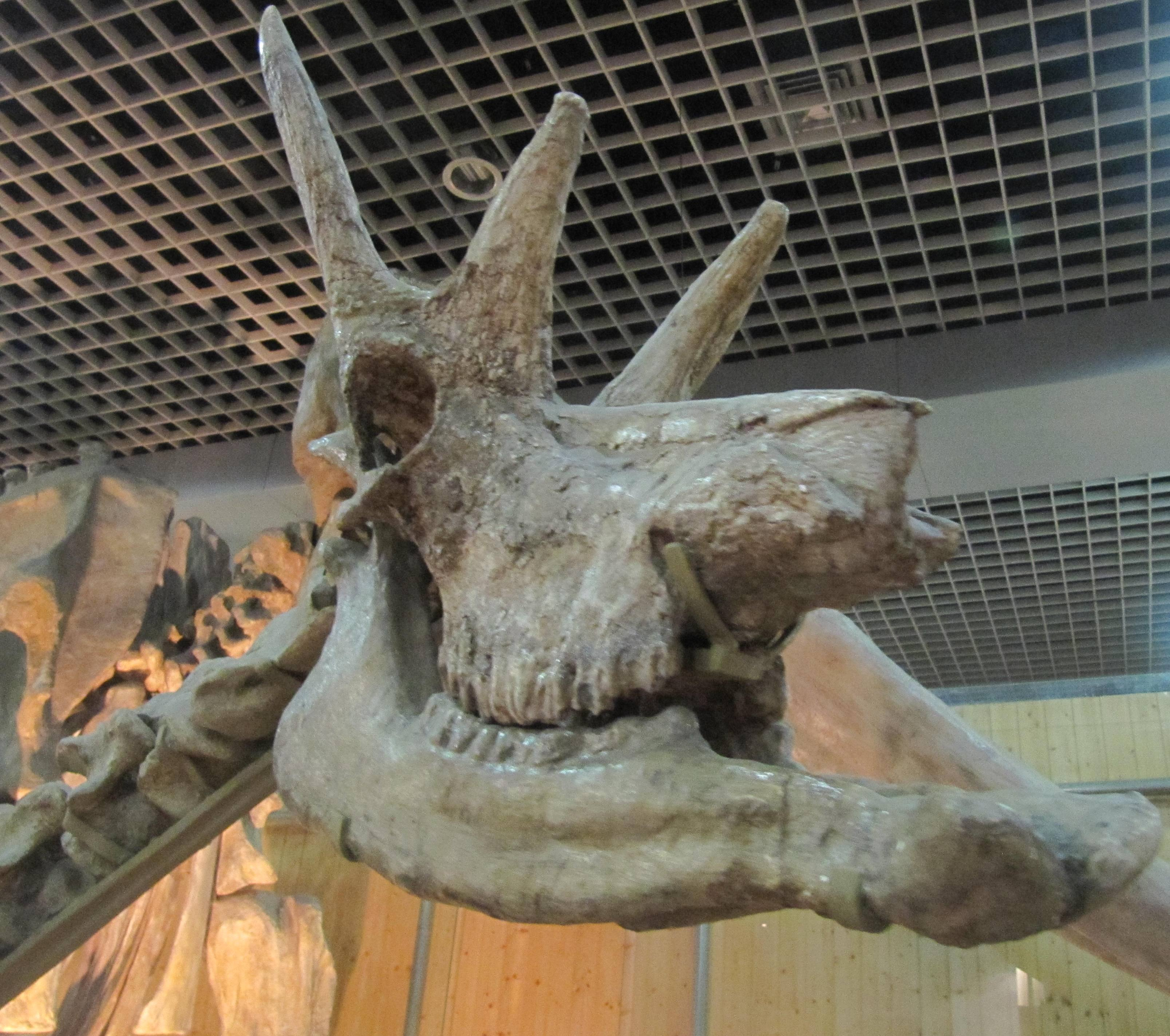
Zmontowany szkielet Shansitherium z Pekińskiego Muzeum Historii Naturalnej

Żyrafa jest jednym z dwóch, obok okapi leśnego, współcześnie żyjących gatunków z rodziny żyrafowatych, choć według Fenessy’ego i współpracowników należy podzielić go na cztery gatunki. Niegdyś rodzina ta była reprezentowana przez większą liczbę gatunków, choć w porównaniu z innymi kopytnymi, zawsze była uboższa w gatunki. Opisano ponad 10 rodzajów kopalnych. Najbliższymi krewnymi tej rodziny były także wymarłe Climacoceratidae. Razem z rodziną Antilocapridae (której jedynym przetrwałym przedstawicielem jest widłoróg) należą do nadrodziny Giraffoidea. Rodzina Palaeomerycidae wyodrębniła się 20–23 miliony lat temu (miocen), a wymarła 8 milionów lat temu. Z Palaeomerycidae z Europy południowo-środkowej wyewoluowali przodkowie obecnych żyraf. Między 14,3 a 25 milionów lat temu datuje się fauna, do której należał Canthumeryx sirtensis należący do Canthumerycidae, nazywany najstarszym przodkiem Giraffinae.
Niektóre dawne żyrafowate cechowały się masywnymi ciałami, jak Sivatherium. Inne, jak Giraffokeryx i Palaeotragus (prawdopodobny przodek okapi leśnego) z podrodziny Palaeotraginae powstałej 12–15 milionów lat temu, Samotherium i Bohlinia, były bardziej smukłe. Zmiana klimatu pozwoliła rodzajowi Bohlinia zasiedlić Chiny i północne Indie. Tam właśnie wyewoluował przodek rodzaju Giraffa. Do Afryki jego pierwsi przedstawiciele dotarli około 7 milionów lat temu. Kolejne zmiany klimatyczne spowodowały wymarcie żyrafowatych w Azji, podczas gdy te zamieszkujące kontynent afrykański przetrwały, a nawet uległy radiacji w kilka nowych gatunków. Gatunek G. camelopardalis powstał około miliona lat temu na wschodzie Afryki, w plejstocenie. Część biologów sugeruje, że dzisiejsza żyrafa pochodzi od Giraffa jumae. Inni odpowiedniejszego kandydata na przodka upatrują w Giraffa gracilis. Za główny czynnik powodujący ewolucję żyraf uważa się zmianę środowiska polegającą na zastąpieniu rozległych lasów przez zespoły roślinne cechujące się rzadszym zadrzewieniem i większą otwartością. Proces ten zaczął się 8 milionów lat temu. Niektórzy badacze postawili hipotezę, że nowe siedlisko z odmienną dietą, obejmującą akację, wystawiło przodków żyrafy na działanie toksyn, które spowodowały częstsze mutacje i w efekcie wyższe tempo ewolucji.
W czasach przedhistorycznych żyrafy występowały również na obszarze dziś zajętym przez Saharę. Ich podobizny znaleziono na terenie Sahary Zachodniej, dziś pustynnym, w przeszłości na przemian pustynnym bądź wilgotnym, w zależności od globalnej temperatury na Ziemi.
Żyrafa została opisana przez Karola Linneusza w dziele „Systema naturae” w roku 1758 pod nazwą Cervus camelopardalis. Morten Thrane Brünnich sklasyfikował ją w rodzaju Giraffa w 1772. Na początku XIX stulecia Jean-Baptiste de Lamarck uznał długą szyję ssaka za „cechę nabytą”, która rozwinęła się, gdy kolejne pokolenia przodków wyciągały szyje, by zdobyć liście wysokich drzew (lamarkizm). Pogląd ten odrzucono, zamiast tego przyjęto, że wydłużenie żyrafiej szyi stanowi efekt selekcji naturalnej przebiegającej zgodnie z opisem Karola Darwina: przodkowie żyraf o dłuższych szyjach osiągali przewagę, ponieważ mogli żerować na liściach drzew niedostępnych dla konkurentów o krótszych szyjach, która umożliwiała im skuteczniejsze rozmnażanie i przekazywanie genów następnym pokoleniom.

### Podgatunki

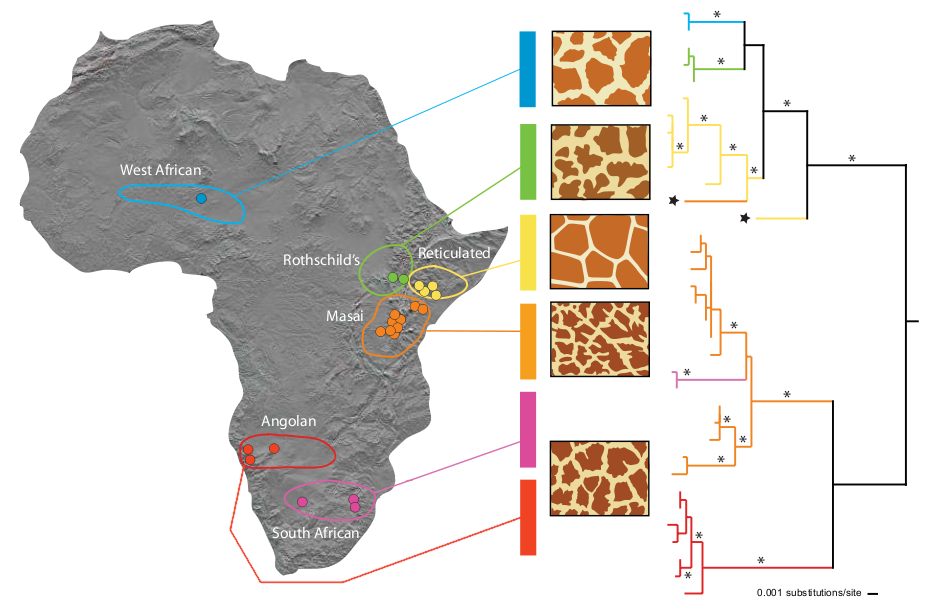
„Przybliżone zasięgi występowania, wzory futer i powiązania filogenetyczne pomiędzy kilkoma podgatunkami żyraf na podstawie sekwencjonowania mitochondrialnego DNA. Kolorowe kropki na mapie reprezentują miejsca pobrania próbek. Zaprezentowano drzewo maksymalnego prawdopodobieństwa zbudowane dzięki próbkom od 266 osobników. Gwiazdki na szczytach odgałęzień oznaczają haplotypy parafiletyczne wśród żyraf G. c. tippelskirchi i G. c. reticulata (żyrafy siatkowanej)”

Uznaje się do 9 podgatunków żyraf (stan wiedzy na rok 2010):
- żyrafa północna – G. c. camelopardalis[26], podgatunek nominatywny, określany niekiedy w literaturze popularnej jako „żyrafa właściwa”[12]. Spotykana we wschodnim Sudanie Południowym i południowo-zachodniej Etiopii. Szacuje się, że na wolności przetrwało mniej niż 650 osobników, aczkolwiek liczba ta nie jest pewna[27]. Stado utrzymywane jest w Al Ain Zoo w Zjednoczonych Emiratach Arabskich. W 2003 było tam 14 osobników[28].
- żyrafa siatkowana – G. c. reticulata[26], żyjąca w północno-wschodniej Kenii, południowej Etiopii i Somalii. Liczebność populacji szacuje się na 8600 zwierząt[5], bazując na danych International Species Information System, ponad 450 zwierząt przebywa w ogrodach zoologicznych[29].
- żyrafa angolska – G. c. angolensis – żyje na północy Namibii, południowym zachodzie Zambii, Botswanie i w zachodnim Zimbabwe. Badanie genetyczne z 2009 sugeruje, że populacje zamieszkujące północną pustynię Namib i Park Narodowy Etoszy stanowią odrębne podgatunki[30]. Liczebność podgatunku to nie więcej niż 13 tys. zwierząt(w krytycznym momencie około 5 tys.[5]), w ogrodach zoologicznych hoduje się około 20 zwierząt[29].
- G. c. antiquorum[26] – obejmuje swym zasięgiem występowania południowy Czad, Republikę Środkowoafrykańską, północny Kamerun i północny wschód Demokratycznej Republiki Konga. Osobniki populacji kameruńskich dawniej klasyfikowano jako G. c. peralta, co okazało się błędem[31]. Uważa się, że na wolności nie przetrwało więcej niż 2000 tych żyraf[5]. Status tego podgatunku i G. c. peralta wywołał znaczny problem w ogrodach zoologicznych. W 2007 wszystkie G. c. peralta w ogrodach zoologicznych Europy okazały się być w rzeczywistości G. c. antiquorum[31]. Po uwzględnieniu tej poprawki w zoo okazuje się żyć około 65 osobników tego podgatunku[29].
- żyrafa masajska – G. c. tippelskirchi[26] – spotykana jest w środkowej i południowej Kenii oraz w Tanzanii. Szacunki mówią o nie więcej niż 31000 zwierząt na wolności[5] i około setce w ogrodach zoologicznych[29].
- żyrafa ugandyjska – G. c. rothschildi[26] – nazwana na pamiątkę Waltera Rothschilda[26], zwana także żyrafą z Baringo i żyrafą ugandyjską (ang. Baringo giraffe bądź Ugandan giraffe). Cechuje się zasięgiem występowania obejmującym część Ugandy i Kenii[3]. Jej obecność w Sudanie Południowym nie jest pewna[32]. Uważa się, że na wolności przetrwało około 1600 osobników tego podgatunku[5] (jeszcze w 2012 mniej niż 670[33]), w ogrodach zoologicznych żyje natomiast ponad 450 osobników[29]. Jest to drugi najbardziej zagrożony wyginięciem podgatunek żyrafy[33].
- żyrafa południowa – G. c. giraffa – zamieszkuje północ Republiki Południowej Afryki, północ Botswany, północ Zimbabwe i południowy zachód Mozambiku. Populację żyjącą na wolności w 2016 roku liczyła nie mniej niż 21 000 osobników[5], a w ogrodach zoologicznych żyje około 45 osobników[29].
- G. c. thornicrofti[26], nazwę łacińską utworzono od nazwiska H.S. Thornicrofta[26] – zamieszkuje tylko dolinę rzeki Luangwa we wschodniej Zambii. Na wolności żyje nie więcej niż 600 osobników[5]. Przedstawicieli tego podgatunku nie trzyma się w ogrodach zoologicznych[29].
- G. c. peralta[26][34] – to endemit południowo-zachodniego Nigru[3] o liczebności mniejszej niż 400 zwierząt na wolności[5]. Do tego podgatunku zaliczano niegdyś żyrafy z Kamerunu, obecnie umieszcza się je w G. c. antiquorum[31]. Błąd w klasyfikacji zaowocował pewną konfuzją w ogrodach zoologicznych, ale w 2007 przyjęto, że wszystkie „G. c. peralta” trzymane w europejskich zoo właściwie należą do G. c. antiquorum[31].

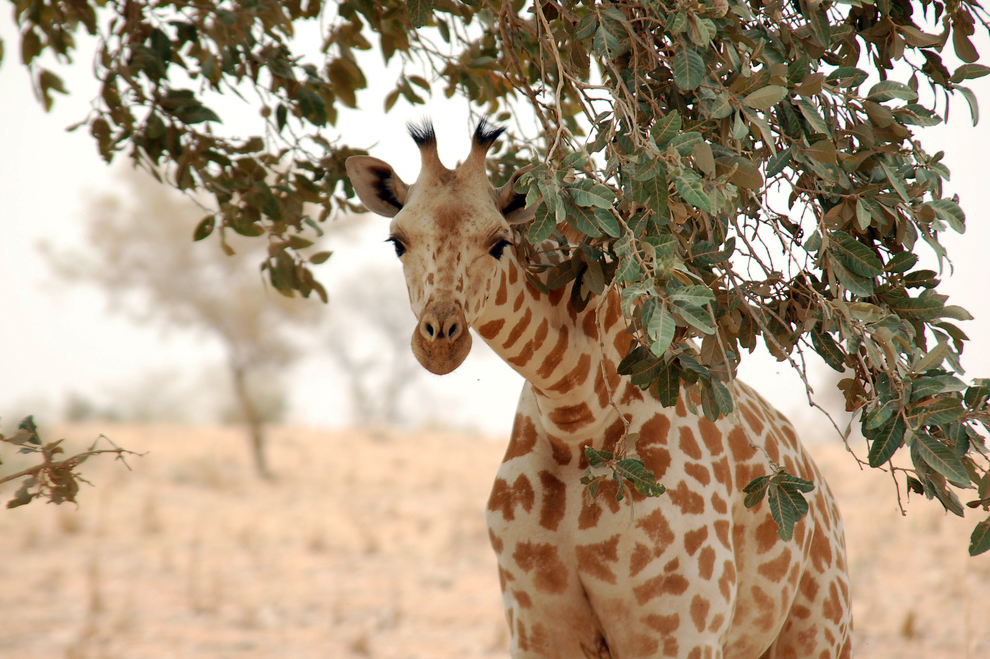
Zagrożona G. c. peralta

Podgatunki żyrafy wyodrębniono na podstawie wzoru plam. Pierwszy miał dobrze odgraniczone łaty, drugi zaś poszarpane. Różni je także szerokość linii oddzielających łaty. G. c. peralta posiada szerokie linie, podczas gdy podgatunek nominatywny i G. c. reticulata cechują się wąskimi. Ta ostatnia posiada także lżejsze owłosienie niż inne podgatunki.
G. c. peralta jest bliżej spokrewniona z G. c. rothschildi i G. c. reticulata niż z G. c. antiquorum. Ich przodek mógł migrować ze wschodniej do północnej Afryki. Obecny zasięg występowania osiągnięty został wraz z rozwojem Sahary. Jezioro Czad mogło już w holocenie stanowić barierę pomiędzy G. c. peralta i G. c. antiquorum, gdy było największe. Ich populacja wynosi około 400 osobników (w krytycznym momencie 50).

### Propozycje rewizji statusu taksonomicznego gatunku
Ze względu na dość dużą stabilność cech morfologicznych i wymagań ekologicznych w populacji żyraf tradycyjnie przyjmuje się, że mimo drobnych różnic, tworzą one jeden gatunek. Odrębność sześciu podgatunków: G. c. peralta, G. c. rothschildi, G. c. reticulata, G. c. tippelskirchi, G. c. angolensis i G. c. giraffa jest potwierdzona przez różnice genetyczne. Dzięki ocenie dryfu genetycznego obserwowanego w zarówno jądrowym, jak i mitochondrialnym DNA wyciągnięto konkluzje, że pomiędzy żyrafami z tych populacji występuje bariera rozrodcza, a krzyżowanie się występuje rzadko, choć naturalnych przeszkód nie stwierdzono. Populacje te mogą być uważane za oddzielne gatunki. Obejmuje to sąsiednie populacje żyraf G. c. rothschildi, G. c. reticulata i G. c. tippelskirchi. G. c. tippelskirchi może również składać się z kilku nawet gatunków porozdzielanych doliną ryftową. G. c. reticulata i G. c. tippelskirchi cechują się największym zróżnicowaniem DNA mitochondrialnego, które wynika z faktu pojawienia się żyraf w Afryce wschodniej. Z tej pierwszej wyewoluowały populacje zasiedlające tereny bardziej na północ, te zamieszkujące południe natomiast z tej drugiej. Żyrafy wydają się dobierać w pary o tym samym wzorze umaszczenia, który pozostaje stały od wieku cielęcego. Główny autor publikacji David Brown w wywiadzie dla BBC News powiedział, że przypisanie wszystkich żyraf do pojedynczego gatunku ukrywa prawdę, że niektóre z populacji są na krawędzi przetrwania i wymagają objęcia natychmiastową ochroną. Podobnie wypowiada się Julian Fennessy, ekspert Giraffe Conservation Foundation.
Według badań zespołu prowadzonego przez Fennessy’ego oraz genetyka Axela Jankego, opublikowanych w 2016 roku, można wyróżnić cztery grupy żyraf na tyle odrębnych genetycznie, żeby przyjąć występowanie między nimi bariery reprodukcyjnej. Z kolei wyróżnianie podgatunków thornicrofti i rothschildi wydaje się nie mieć uzasadnienia genetycznego. Z tego względu postulują oni wyróżnienie czterech gatunków żyraf, z podgatunkami:
- Giraffa giraffa
  - G. g. giraffa
  - G. g. angolensis
- Giraffa tippelskirchi, do którego włączono G. c. thornicrofti
- Giraffa reticulata
- Giraffa camelopardalis
  - G. c. camelopardalis, do którego włączono G. c. rothschildi
  - G. c. antiquorum
  - G. c. peralta

## Budowa ciała

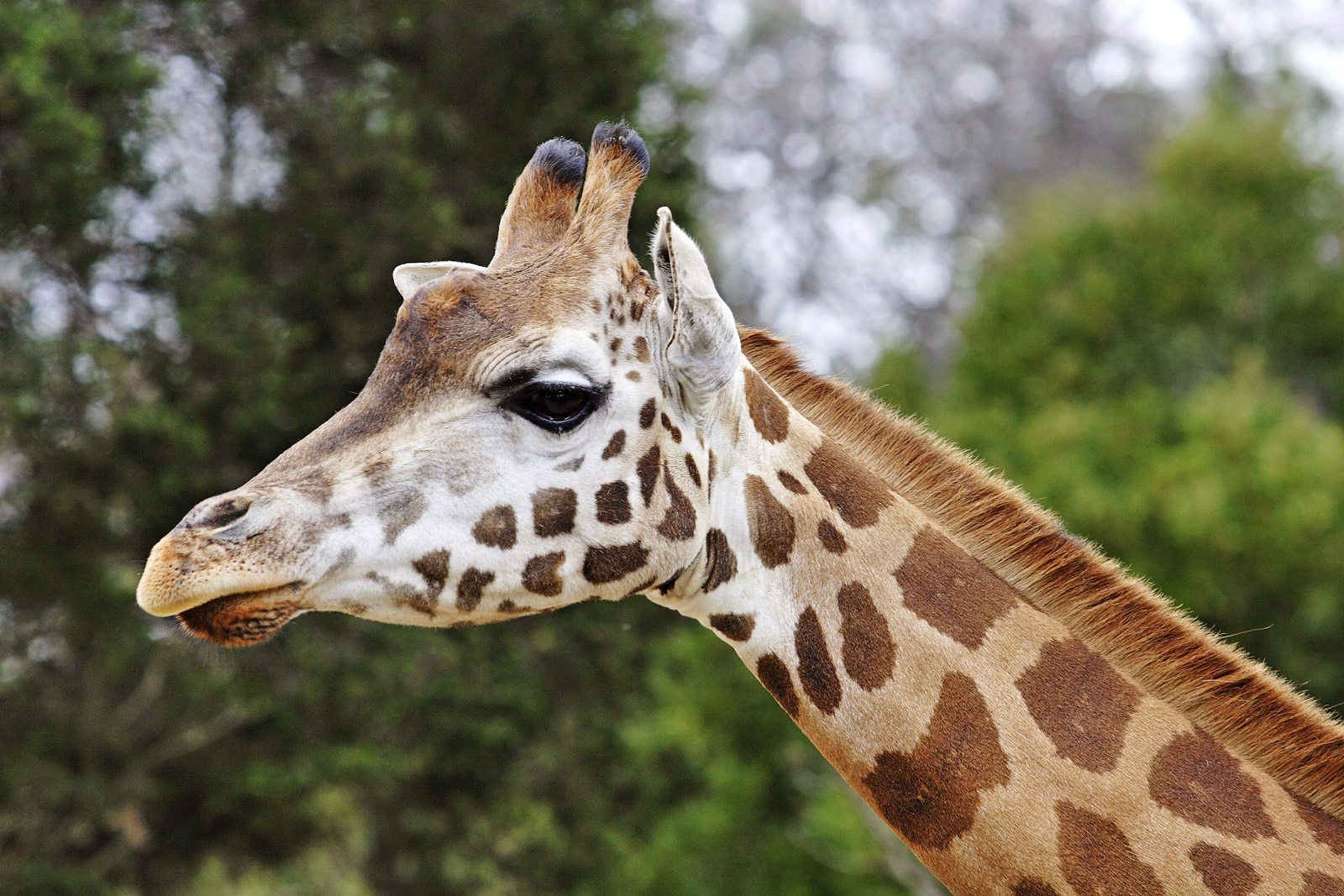
Zbliżenie głowy żyrafy mieszkającej w Melbourne Zoo

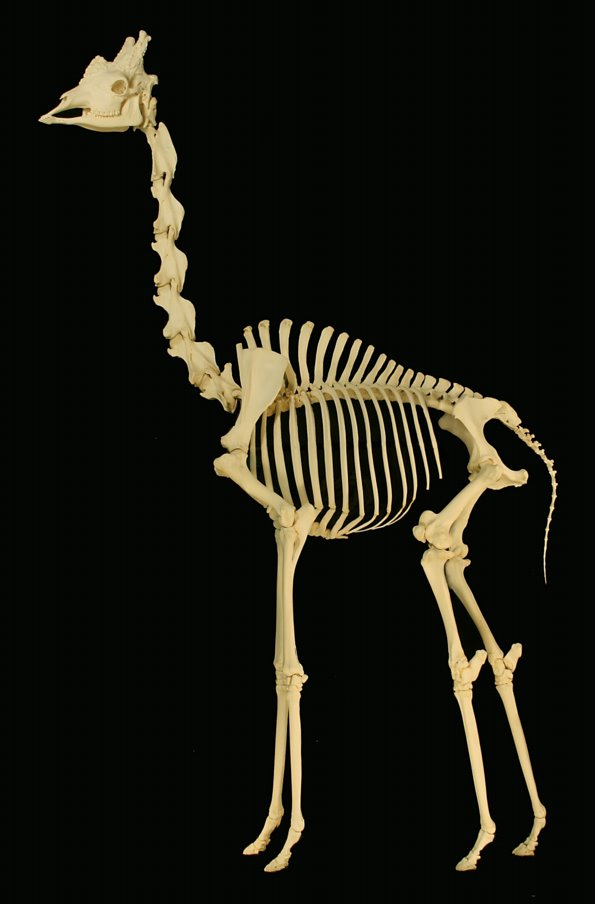
Szkielet żyrafy na wystawie w oklahomskim Muzeum Osteologii

W pełni wyrośnięta żyrafa osiąga wysokość 5–6 m, samce są wyższe od samic. Kolana obu płci znajdują się na wysokości 1 m. Wysokość w kłębie może przekraczać 3 m, samice mają średnio 2 m, samce zaś 2,5 m, głowa zaś sięga do wysokości odpowiednio 4,5 m i 5,5 m. Średnia masa ciała wynosi 1192 kg w przypadku dorosłego samca i 828 kg u dorosłej samicy. Dorosły samiec osiąga 154% masy dorosłej samicy. Pomimo długich szyi i nóg ciało żyrafy jest względnie krótkie. Ze względu na różnicę w długości kończyn grzbiet opada od przodu ku zadowi. Głowa w proporcji do reszty ciała jest mała. Położone po bokach głowy, duże, wyłupiaste oczy zapewniają żyrafie dobre widzenie o dużym kącie ze znacznej wysokości. Żyrafy widzą w kolorze, cechują się również wyostrzonymi zmysłami słuchu i węchu. Zwierzę potrafi zamknąć swe umięśnione nozdrza zewnętrzne, by chronić się przed burzami piaskowymi czy mrówkami. Długie kończyny i szyja pełnią funkcje termoregulacyjne, także przez zwiększenie odległości głowy od nagrzewanej słońcem powierzchni ziemi.
Ciało żyrafy pokryte jest sierścią, co odróżnia ją od innych ssaków o tak dużych rozmiarach, u których brak owłosienia ma znaczenie termoregulacyjne. Umaszczenie składa się z ciemnych cętek czy łat, barwy pomarańczowej, kasztanowej, brązowej bądź prawie czarnej. Przedzielają je jasne włosy koloru białego bądź kremowego. Umaszczenie takie odgrywa rolę kamuflażu, umożliwiając zwierzęciu ukrycie się wśród jasnych i ciemniejszych wzorów zalesionych terenów sawanny. Skóra leżąca pod ciemnymi plamami może działać jak okno służące termoregulacji, ze skomplikowanym systemem naczyń krwionośnych i wielkimi gruczołami potowymi. Każdy osobnik posiada unikatowy wzór umaszczenia. Samce ciemnieją z wiekiem.
Skóra jest szara i gruba, co pozwala zwierzęciu biec przez ciernisty busz bez zranienia. Futro zapewnia ochronę chemiczną; jego charakterystyczny zapach nadają mu substancje o działaniu przeciwpasożytniczym. Znajduje się w nim przynajmniej 11 głównych związków aromatycznych, ale zapach wynika głównie z obecności indolu i 3-metyloindolu. Ponieważ samce pachną intensywniej niż samice, zapach może też spełniać funkcję płciową. Szyję porastają krótkie, brązowe, sterczące prosto włosy. Ogon długości 1 m kończy się długim, ciemnym pędzlem włosia. Ssak używa go do obrony przed owadami.

### Czaszka i ossikony
Osobniki obu płci mają na głowie wydatne struktury przypominające rogi zwane ossikonami lub guzami czaszkowymi, zbudowane ze skostniałej tkanki chrzęstnej pokrytej skórą. Łączą się z kośćmi ciemieniowymi. W zależności od podgatunku jest ich od 2 do 5. Unaczynione, odgrywać mogą ważną rolę w termoregulacji. Samce wykorzystują je do walk pomiędzy sobą, natomiast nie stwierdzono, by służyły do obrony przed drapieżnikami. Samce używają ich również do poszturchiwania samic w czasie godów. Wygląd pozwala na wiarygodne rozróżnienie płci zwierzęcia: wyrostki u samic lub młodych są cienkie i zakończone pędzelkowatymi kępami włosów. Natomiast u dorosłych samców kończą się guzkowato i stają się łyse. Poza tym wyrostek pośrodkowy, bardziej wydatny u samców, sterczy z przodu czaszki. Samce gromadzą depozyty zawierające wapń tworzące guzy na czaszkach ze starzeniem się. Masę czaszki zmniejszają liczne zatoki. Jednak wraz ze starzeniem się czaszki samców stają się coraz cięższe i bardziej pałkowate, co pozwala im osiągnąć przewagę w walce. Okresowo skóra pokrywająca guzy czaszkowe może mieć wytarte owłosienie, a nawet być starta do kości. Postulowane jest podobieństwo ossikonów i zawiązków poroża i rogów u pierwotnych kopytnych.

### Jama ustna
Dokładnego opisu anatomii jamy ustnej żyrafy dokonali William Pérez, Virginie Michel, Hassen Jerbi i Noelia Vazquez w 2012 dzięki sekcjom dwóch dorosłych osobników i jednego płodu.
Wargi żyrafy są świetnie rozwinięte, odgrywają bowiem ważną rolę w pobieraniu pokarmu. Ważniejszą funkcję odgrywa jednak warga górna. Wykazuje ona spłaszczenie grzbietowe w okolicy nozdrzy. Górna warga żyrafy jest giętka, dzięki czemu użyteczna w pożywianiu się. Wargi, język i wnętrze jamy ustnej pokrywają brodawki chroniące przed cierniami.
Giętki język osiąga długość 50 cm. Zabarwiony jest na purpurowoczarno, być może ma to za zadanie ochronę przed oparzeniem słonecznym. Narząd ten zrywa liście, jak też oporządza i czyści nos ssaka. Wyróżnia się na nim takie struktury anatomiczne, jak torus i fossa linguae. Pokrywają go 4 rodzaje krótkich, niezbyt licznych brodawek językowych: okolone, liściaste, grzybowate i stożkowate. W efekcie język żyrafy sprawia wrażenie dość gładkiego. Narząd ten tworzą dobrze rozwinięte mięśnie: rylcowo-językowy, gnykowo-językowy i bródkowo-językowy.
W obrębie policzków zwracają uwagę duże brodawki, mierzące u podstawy długość 2 cm i 3 mm przekroju. Nie ma natomiast ciał tłuszczowych.
Kość podniebienna jest rowkowata. Podniebienie twarde, rozmiaru od 4 do 8 cm zależnie od miejsca, jest nierówne, pokrywają je fałdy (rugae palatinae), których jest 18. W tylnej części ma ono wgłębienie. Podniebienie miękkie jest wklęsłe i krótkie.
Uzębienie żyrafy to różni się od zębów innych kopytnych (mówi się tu o uzębieniu brachydontycznym z uwagi na krótkie korony). W szczęce nie występują siekacze ani kły. Górne uzębienie składa się tylko z trzech przedtrzonowców oraz trzech trzonowców. Inaczej sprawa przedstawia się w żuchwie. Uzębienie w połowie żuchwy składa się z 3 siekaczy, pojedynczego kła, 3 przedtrzonowców i 3 trzonowców. Siekacze i kły są długie, o lekko zaznaczających się szyjkach. Wśród przedtrzonowców i trzonowców (zwłaszcza M1) zaznacza się redukcja wielkości. Zęby trzonowe mają nierówną powierzchnię. Przedtrzonowce żuchwy i zęby trzonowe mają po 2 korzenie. W odróżnieniu od nich u przedtrzonowców górnych są 3 korzenie. Różnice w uzębieniu żyrafy i innych kopytnych przekładają się na mniejszą zdolność do przeżuwania paszy hodowlanej niż naturalnej diety. Powoduje to niski pobór energii w niewoli, z czym wiąże się też odkładanie małej ilości tkanki tłuszczowej. Przekłada się to na niską długość życia zwierzęcia.
Wzór zębowy żyrafy: {\displaystyle {\tfrac {0033}{3133}}.}

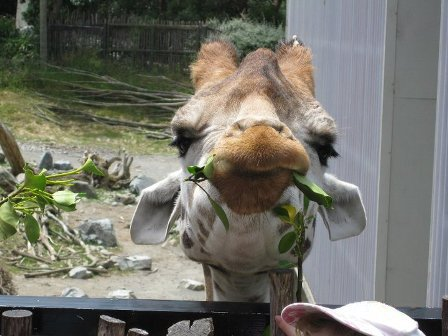
Pożywiająca się żyrafa

Mięsień żwacz jest kiepsko rozwinięty. Wśród innych mięśni podnoszących górną wargę wymienia się mięsień policzkowy, mięsień jarzmowy (mięśnie te uwidaczniają się na pysku żywej żyrafy), musculus caninus. Występują też mięsień opuszczający wargę górną i analogiczny mięsień wargi dolnej.
Mięsień skórny pyska jest słabo rozwinięty.
Ślinianki leżą między skórą, śluzówką, a mięśniami. Ślinianka podżuchwowa rozwinięta jest dobrze, ślinianka przyuszna osiąga zaś średnią wielkość. Składa się ona z dwóch płatów: przedniego (ma on 3-4 na 6–8 cm) i tylnego, grubszego. Masa tego narządu to 88–90 g. Taka budowa ma związek z bliskim sąsiedztwem węzła chłonnego przyusznego, mierzącego 6 na 3 cm i ważącego 8,7–10,5 g. Występują drobne asymetrie pomiędzy lewą i prawą stroną ciała. Ślinianka podjęzykowa również dzieli się na części. W tym wypadku mówi się o położonej z przodu części o pojedynczym ujściu oraz tylnej części o wielu ujściach, sięgającej trzeciego zęba trzonowego. Prócz tego występują jeszcze gruczoły policzkowe: grzbietowe, brzuszne i pośrednie. Gruczoły brzuszne ustępują wielkością grzbietowym. Leżą pod brzusznym brzegiem mięśnia policzkowego, zajmując obszar 16 na 1–1,3 cm (szerszy w części ogonowej). Z kolei grupa grzbietowa leży w otoczeniu jednoimiennej części mięśnia policzkowego, na obszarze o wymiarach 16 na 2,5 cm.
Staw skroniowo-żuchwowy dzieli się na dwie odrębne jamy (brzuszną i grzbietową) przez krążek stawowy.

### Szyja

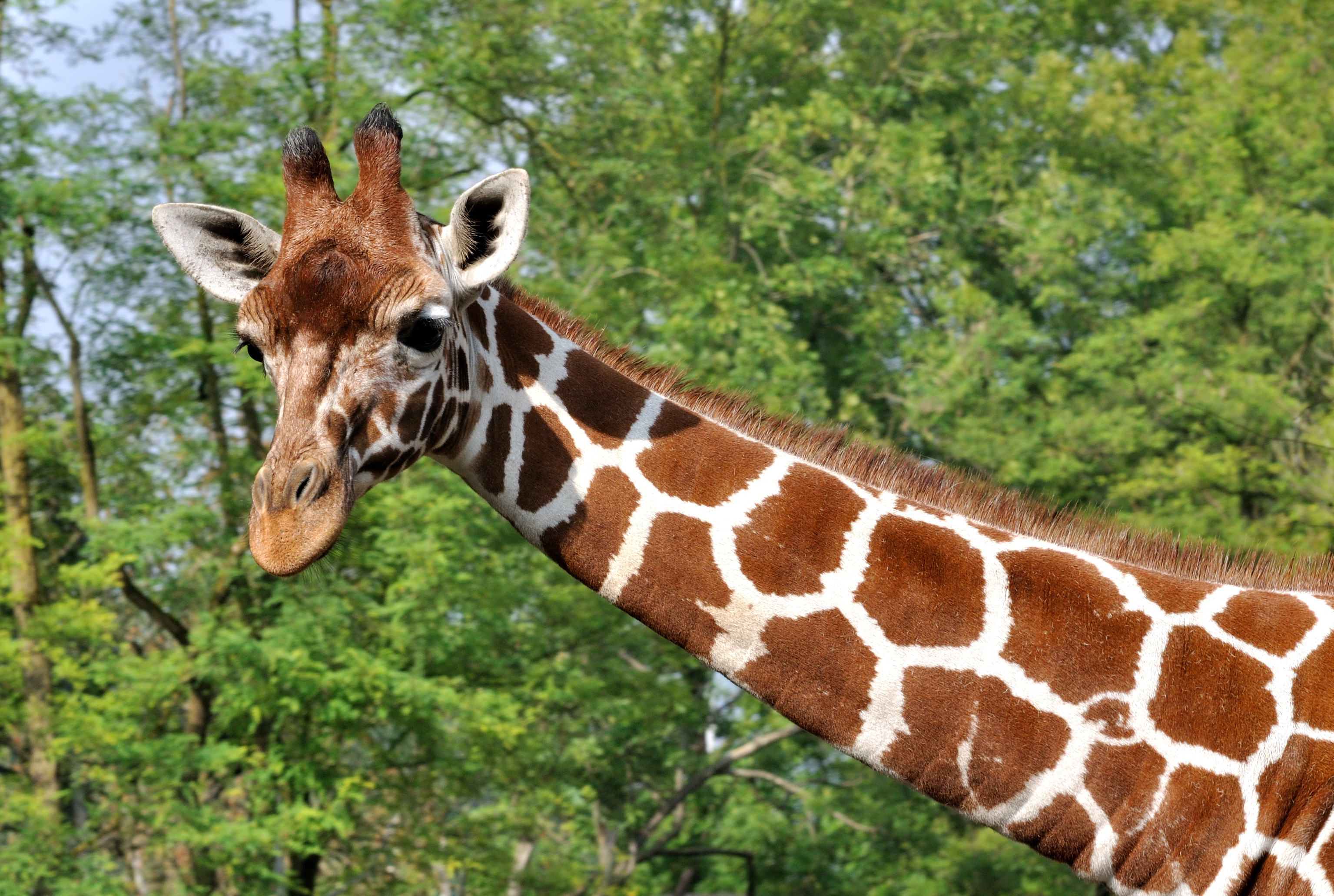
Niewielka głowa żyrafy osadzona jest na długiej, sięgającej 2 m szyi. Na zdjęciu żyrafa siatkowana

Żyrafa wyróżnia się bardzo długą szyją, mogącą osiągać do 2 m i stanowiącą znaczną część wysokości zwierzęcia. Gatunek ten nie ma więcej kręgów szyjnych niż inne ssaki, lecz są one nieproporcjonalnie wydłużone – każdy mierzy 28 cm długości. Obejmują one 52–54% długości żyrafiego kręgosłupa; dla porównania, u kopytnych (w tym najbliższego krewnego żyrafy, okapi leśnego) odsetek ten wynosi typowo 27–33%. Proporcja ta ustala się u żyrafy już po narodzinach; poród młodego z szyją o proporcjach dorosłego osobnika byłby dla matki niebezpieczny. Szyję i głowę podtrzymują obszerne mięśnie i więzadło karkowe, zakotwiczone na długich wyrostkach kolczystych przednich kręgów piersiowych, tworzących garb.
Kręgi żyrafiej szyi tworzą stawy panewkowe. W szczególności dźwigacz i obrotnik (dwa pierwsze kręgi szyjne: C1 i C2) łączą się stawem umożliwiającym zwierzęciu obracanie głowy w płaszczyźnie pionowej, co umożliwia sięganie wyżej położonych gałązek. Punkt połączenia stawowego pomiędzy kręgami szyjnymi i piersiowymi jest u żyraf przeniesiony, leżąc pomiędzy pierwszym i drugim kręgiem piersiowym (Th1 i Th2), inaczej niż u większości innych przeżuwaczy, gdzie połączenie stawowe leży pomiędzy siódmym kręgiem odcinka szyjnego (C7) i Th1. Tym samym C7 przyczynia się do wydłużenia szyi zwierzęcia, dało to również asumpt do stwierdzenia, jakoby Th1 był właściwie C8 (ósmym kręgiem odcinka szyjnego) i żyrafy dysponowałyby dodatkowym kręgiem szyjnym. Propozycji tej jednak nie zaakceptowano: Th1 ma inne cechy morfologiczne, jak połączenie stawowe z żebrami, uznawane za cechę diagnostyczną kręgów piersiowych, a także ponieważ wyjątki od ssaczej zasady siedmiu kręgów szyjnych wiążą się generalnie z większą ilością anomalii neurologicznych i chorób.
Istnieją dwie główne hipotezy tłumaczące ewolucyjne powstanie i utrzymanie się wydłużonej szyi żyraf. Hipoteza dotycząca przewagi, jaką zapewnia długa szyja w konkurencji w zdobywaniu pokarmu, zaproponowana została pierwotnie przez Karola Darwina, a obecnie uległa jedynie modyfikacji. Mówi ona o wynikającej z konkurencji presji mniejszych roślinożerców, jak kudu, stenbok czy impala. Dłuższa szyja umożliwiała przodkom żyraf korzystanie z pokarmu niedostępnego dla przodków tych kopytnych, unikając tym samym konkurencji o pokarm z tymi gatunkami. Jest to realna przewaga, jako że żyrafa sięga wysokości 4,5 m, podczas gdy nawet dużych rozmiarów jej konkurenci, jak kudu, sięgają tylko 2 m. Istnieje także badanie sugerujące, że konkurencja jest intensywniejsza na mniejszej wysokości, podczas gdy żyrafy pasą się bardziej wydajnie (pobierając więcej biomasy liści za każdym kęsem wysoko w koronach drzew). Jednakże naukowcy nie zgadzają się, jak dużo czasu żyrafy spędzają, pasąc się poniżej granicy dostępności innych roślinożerców. Badanie z 2010 podaje, że dorosłe żyrafy o dłuższych szyjach mają wyższy współczynnik śmiertelności w czasie suszy niż ich krewni o szyjach krótszych. Sugeruje to, że utrzymanie długiej szyi wymaga większej ilości substancji odżywczych, co nakłada na długoszyje żyrafy ryzyko w warunkach zmniejszonej dostępności pożywienia.
Druga hipoteza wiąże się z doborem płciowym. Mówi ona, że długie szyje wyewoluowały jako drugorzędowa cecha płciowa, dająca samcom przewagę podczas zachowań zwanych necking, związanych z ustalaniem dominacji i monopolizowaniu dostępu do samic w celu rozrodu. Tezę tę wspiera fakt, że szyje samców są dłuższe i cięższe niż u płci przeciwnej w tym samym wieku, a inne formy walk między samcami nie występują. Podnosi się jednak niekiedy obiekcję, czemu samice również cechują się długimi szyjami.

### Kończyny, poruszanie się i postawa
Wedle niektórych źródeł przednie kończyny żyrafy są dłuższe niż tylne, wedle innych zasadniczo nie różnią się zbytnio długością. Kość promieniowa i kość łokciowa łączą się stawowo z nadgarstkiem, który funkcjonuje u tego gatunku jako kolano. Stopa osiąga średnicę 30 cm. Kopyto ma 15 cm wysokości u samców i 10 cm u samic. Brzeg kopyta leży nisko i pęcina znajduje się blisko gruntu. Żyrafy nie mają szczątkowych pazurów (ang.: dewclaw) ani gruczołów między palcami. Miednica, względnie krótka, posiada kość biodrową na tylnym końcu poszerzoną.
Żyrafa zna tylko dwa sposoby przemieszczania się: chód (inochód) i galop. Ten pierwszy polega na poruszaniu kończynami po jednej stronie ciała w tym samym czasie (prawe albo lewe), po czym następuje zmiana strony na przeciwną. Z każdym krokiem zwierzę kołysze głową. W galopie tylne kończyny przesuwają się obok przednich, nim te ostatnie poruszą się do przodu i ogon zawinie się do góry. Zwierzę porusza wtedy głową i szyją w przód i w tył dla utrzymania równowagi i przeciwdziałania pędowi. Na krótkim odcinku ssak osiągać może prędkość 60 km/h, a 50 km/h na dystansie kilku km.
Zwierzę odpoczywa, leżąc ciałem na zgiętych kończynach; by się położyć, klęka na przednich kończynach i wtedy obniża resztę ciała. By wstać, najpierw podnosi się na kolana i prostuje tylne kończyny, podnosząc tylną część ciała, a dopiero potem prostuje kończyny przednie. W niewoli żyrafa śpi snem przerywanym, średnio 4,6 godziny na dobę, głównie w nocy. Zazwyczaj śpi na leżąco, odnotowano jednak też sen na stojąco, zwłaszcza u starszych osobników. Krótkie, przerywane fazy snu głębokiego podczas leżenia charakterystyczne są dla żyrafy spoczywającej ze zgiętą do tyłu szyją z głową ułożoną na udach czy biodrach. Uważa się, że ta pozycja oznacza sen paradoksalny. Gdy kręgowiec pragnie się napić, wpierw rozchyla przednie kończyny lub zgina łokcie. Również pasąc się na nisko rosnącej trawie, musi rozchylać przednie nogi. Wynika to stąd, że szyja jest od nich krótsza. Nie obserwowano pływających żyraf, kwestia tego, czy żyrafy potrafią pływać budzi wiele kontrowersji. Z symulacji numerycznych wynika, że żyrafa wprawdzie mogłaby pływać, ale raczej nie byłaby sprawnym pływakiem: przednie nogi ciągnęłyby tułów w dół, z racji długości kończyn trudno byłoby nimi poruszać, trudno byłoby jej też skoordynować ruchy ciała i utrzymać głowę nad wodą.

### Termoregulacja
Żyrafa jest zwierzęciem stałocieplnym, utrzymuje stałą temperaturę ciała, która wynosi 38,5 ± 0,5 °C. Notuje się jednak niewielkie zmiany w zakresie 35,7–39 °C w zależności od temperatury otoczenia. Uzyskuje to dzięki pewnym cechom anatomicznym, fizjologicznym i zachowaniom. Jako że żyje w klimacie gorącym, o małej wilgotności i niewielkiej dostępności wody, musi poradzić sobie z pozbywaniem się nie tylko ciepła powstającego na skutek przemian metabolicznych, ale również energią słoneczną pochłoniętą przez skórę.
W termoregulacji dużą rolę odgrywa skóra, pokrywająca powierzchnię ciała, poprzez którą tracone jest ciepło, ale która również wystawiona jest na działanie słońca. Z uwagi na wysmukłą sylwetkę stosunek powierzchni ciała do jej objętości jest znaczny, co ułatwia utratę ciepła. Z jednej strony ciemne plamy na skórze, odgrywające ważną rolę w sygnalizacji u samców parzystokopytnych, wiążą się z większym pochłanianiem energii. Jednakże, jak już wspomniano, skóra leżąca pod ciemnymi plamami może działać jak okno służące termoregulacji, ze skomplikowanym systemem naczyń krwionośnych (tzw. sieć dziwna) i wielkimi gruczołami potowymi. Temperatura tkanki podskórnej na obszarze łat różni się od temperatury na pozostałym obszarze. Główny sposób oddawania ciepła opiera się właśnie o oddawanie go odparowującej wodzie. Budowa układu oddechowego, w tym nosa, zwiększa utratę ciepła z parowaniem. Utratę wody zmniejsza wspomniana termolabilność. Również ossikony, świetnie ukrwione, mogą uczestniczyć w oddawaniu nadmiaru energii.
Jak wspomniano, długie kończyny i szyja pełnią funkcje termoregulacyjne, także przez zwiększenie odległości głowy od nagrzewanej słońcem powierzchni ziemi. Sieć naczyń szyi wraz z zatokami pozwala krwi schłodzić się, nim trafi ona do mózgu. Część energii przejmuje schłodzona krew powracająca ze śluzówki jamy nosowej. Mechanizm ten również przyczynia się do ograniczenia strat wody. Powietrze wydychane przez zwierzę ma temperaturę niższą od temperatury głębokiej jego ciała (o 7 °C pomiar w temperaturze otoczenia 24 °C, a o 13 °C w 17 °C). Zawiera ono mniej wody, niż powietrze wypełniające pęcherzyki płucne – żyrafa oszczędza w ten sposób 56% wody.
Odgrywają tu rolę również czynniki behawioralne. Zwierzę ustawia się tak, by minimalizować otrzymywaną energię słoneczną. Poszukuje też cienia. Za dnia, gdy jest ciepło, porusza się wolno, a nawet kładzie, pożywiając się głównie wczesnym rankiem i późnym popołudniem. Aktywność samic spada, gdy temperatura otoczenia przekracza 32 °C. Zachowanie takie pozwala ograniczyć pracę mięśni, powodującą uwalnianie się energii.

### Anatomia

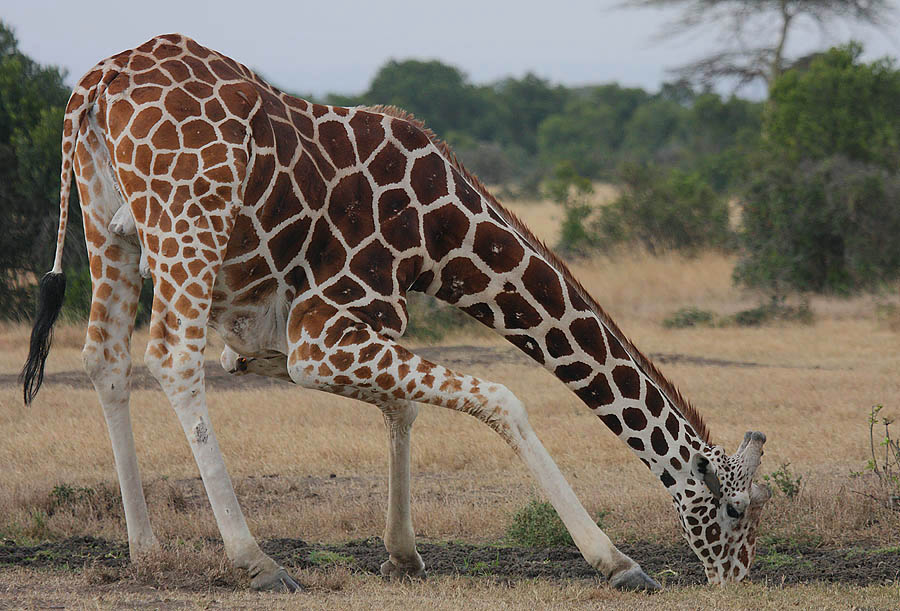
Zwierzę zginające się, by się napić. Rete mirabile (sieć dziwna tętnicza) chroni mózg tego ssaka przed nadmiernym napływem krwi, kiedy szyja jest opuszczona w dół.

U ssaków lewy nerw krtaniowy wsteczny jest dłuższy niż jego jednoimienny, prawy odpowiednik. U żyraf nerw jest dłuższy niż u jakiegokolwiek innego dzisiejszego ssaka, a wspomniana różnica wynosi ponad 30 cm przy całkowitej długości lewego nerwu ponad 2 m. Neurony budujące tę długą strukturę rozpoczynają się w pniu mózgu (perykariony), po czym schodzą w dół szyi nerwem błędnym, następnie odłączają się, tworząc nerw krtaniowy wsteczny (nervus laryngeus recurrens), który zawraca w górę, kierują się do krtani. W efekcie neurony osiągają długość prawie 5 m u największych osobników. Z kolei budową mózg żyrafy przypomina mózg bydła domowego. Ukształtowanie szkieletu pozostawia niewielką w porównaniu z masą ciała objętość dla płuc żyrafy. Długa szyja prowadzi do znacznej przestrzeni martwej pomimo wąskiej tchawicy. Czynniki te zwiększają opór oddechowy. Nie uniemożliwia to jednak zwierzęciu dostarczać do tkanek wystarczającej ilości tlenu.

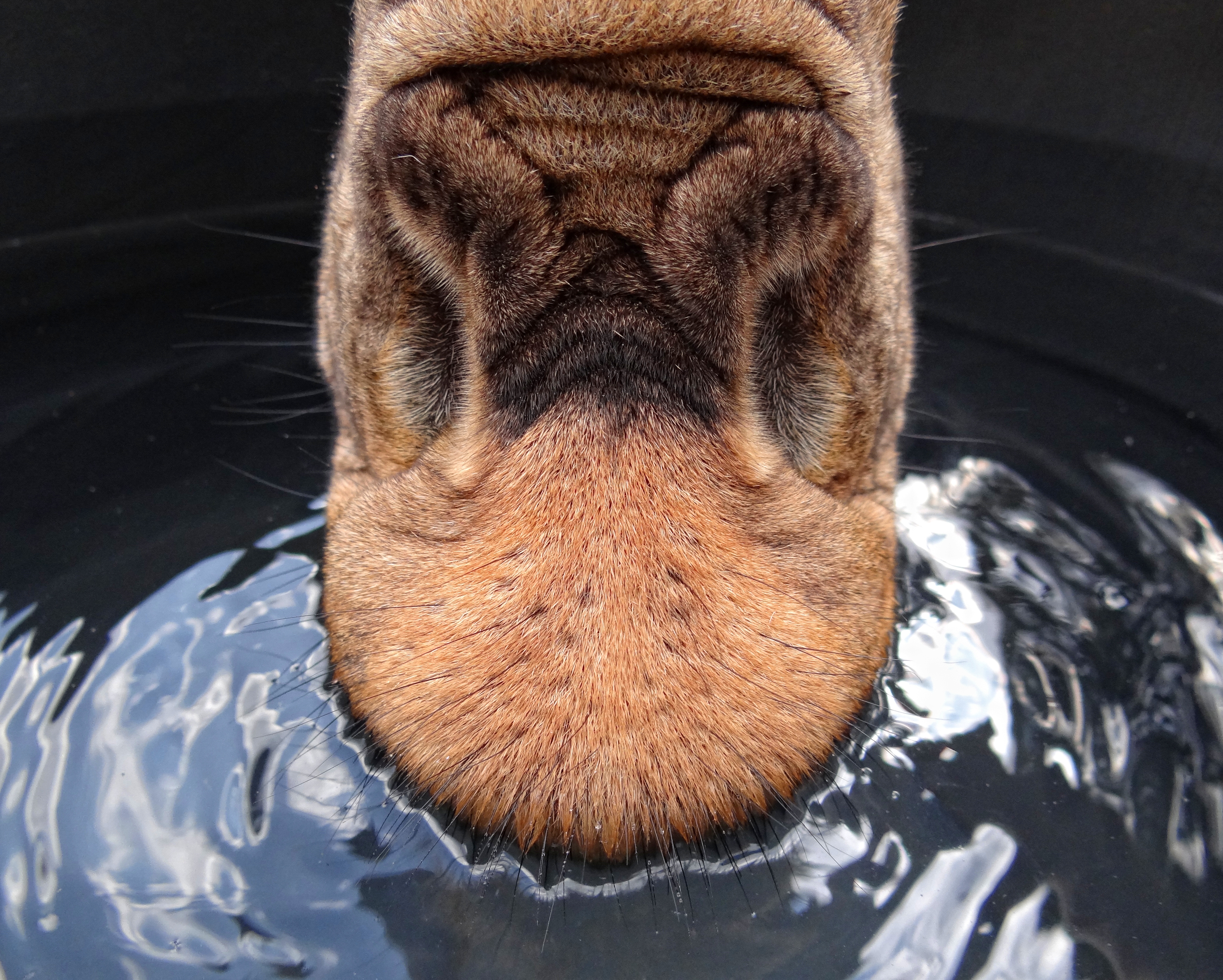
Pysk pijącej żyrafy

Układ krążenia tego kręgowca jest przystosowany do wytrzymywania dużej różnicy ciśnień pomiędzy stopami a głową, wynikającą z dużej wysokości zwierzęcia. Obrazowo przedstawia się to tak, że gdyby układ krwionośny żyrafy był zbudowany z jednolitych sztywnych rur, różnica ciśnień między stopami a głową przekraczałaby pół atmosfery, czyli 380 mmHg. Serce może osiągać masę nawet 25 kg i mierzyć 60 cm grubości. Ściana lewej komory ma 7,5 cm długości. Mimo tak dużych rozmiarów, bije ono niezwykle szybko: w tempie od 70 do 150 uderzeń na minutę. Znajduje się mniej więcej w połowie wysokości całego ciała, tj. 2,5 m nad powierzchnią ziemi. By zapewnić odpowiedni dopływ krwi do mózgu, musi wytworzyć ciśnienie krwi dwukrotnie wyższe niż u człowieka, wynosi ono w samym sercu 190 mmHg, średnio 200 mmHg w tętnicach szyjnych, osiągając w okolicach kopyt od 70 mmHg do 350–380 mmHg. W jednym z badań maksymalne odnotowane ciśnienie w spoczynku wynosiło 353 na 303 mmHg, najniższe 200 na 158 mmHg. W górnej części szyi występuje sieć dziwna tętnicza, która chroni mózg przed nadmierną podażą krwi, gdy żyrafa opuszcza głowę. Żyły szyjne zawierają kilka zastawek, najczęściej 7, zabezpieczających krew przed powrotem do głowy z żyły głównej dolnej i prawego przedsionka, gdy głowa jest opuszczona, a jednocześnie nieutrudniających spływu krwi z głowy podniesionej. Z drugiej strony naczynia krwionośne przednich nóg podlegają znacznemu ciśnieniu (wskutek nacisku słupa cieczy). Problem ten rozwiązuje gruba i obcisła skóra pokrywająca kończyny, zabezpieczająca je przed spływaniem do nich znacznej ilości krwi oraz ciasne tętniczki końcowe, hamujące przepływ krwi do naczyń włosowatych w kończynach. Tkanka łączna podskórna i otaczająca mięśnie kończyn porównywana jest do pończoch ortopedycznych. U innych ssaków (np. człowieka) tak wysokie wartości ciśnienia krwi jak notowane w stopie żyrafy prowadziłyby do opuchlizny i pękania naczyń krwionośnych.
Również mięśnie przełyku są niezwykle silne, by umożliwić cofanie pokarmu z żołądka przez długą szyję do jamy ustnej w celu jego przeżucia. Żołądek jest czterokomorowy, jak u wszystkich przeżuwaczy, przy czym pierwsza komora (Żwacz) w związku z wyspecjalizowaną dietą jest relatywnie mniejsza niż u pozostałych przeżuwaczy. Mniejsze pofałdowanie jego ściany pociąga za sobą mniejszą stratyfikację zawartości. Księgi też są małe. Jelito żyrafy mierzy 80 m długości, ale proporcja cienkiego do grubego jest względnie niewielka. Z kolei wątroba jest mała. W okolicy wrotnej gromadzi się tkanka łączna. Pęcherzyk żółciowy zazwyczaj pojawia się podczas życia płodowego, ale może zanikać przed urodzeniem.

## Genetyka
Garnitur chromosomowy żyrafy składa się z 15 par chromosomów (2n=30, NAA=54), z tego wśród autosomów 26 jest meta- lub submetacentrycznych a 2 akrocentryczne. Chromosom X jest submetacentryczny, a Y – metacentryczny.

## Zachowanie i ekologia

### Siedlisko i pożywienie

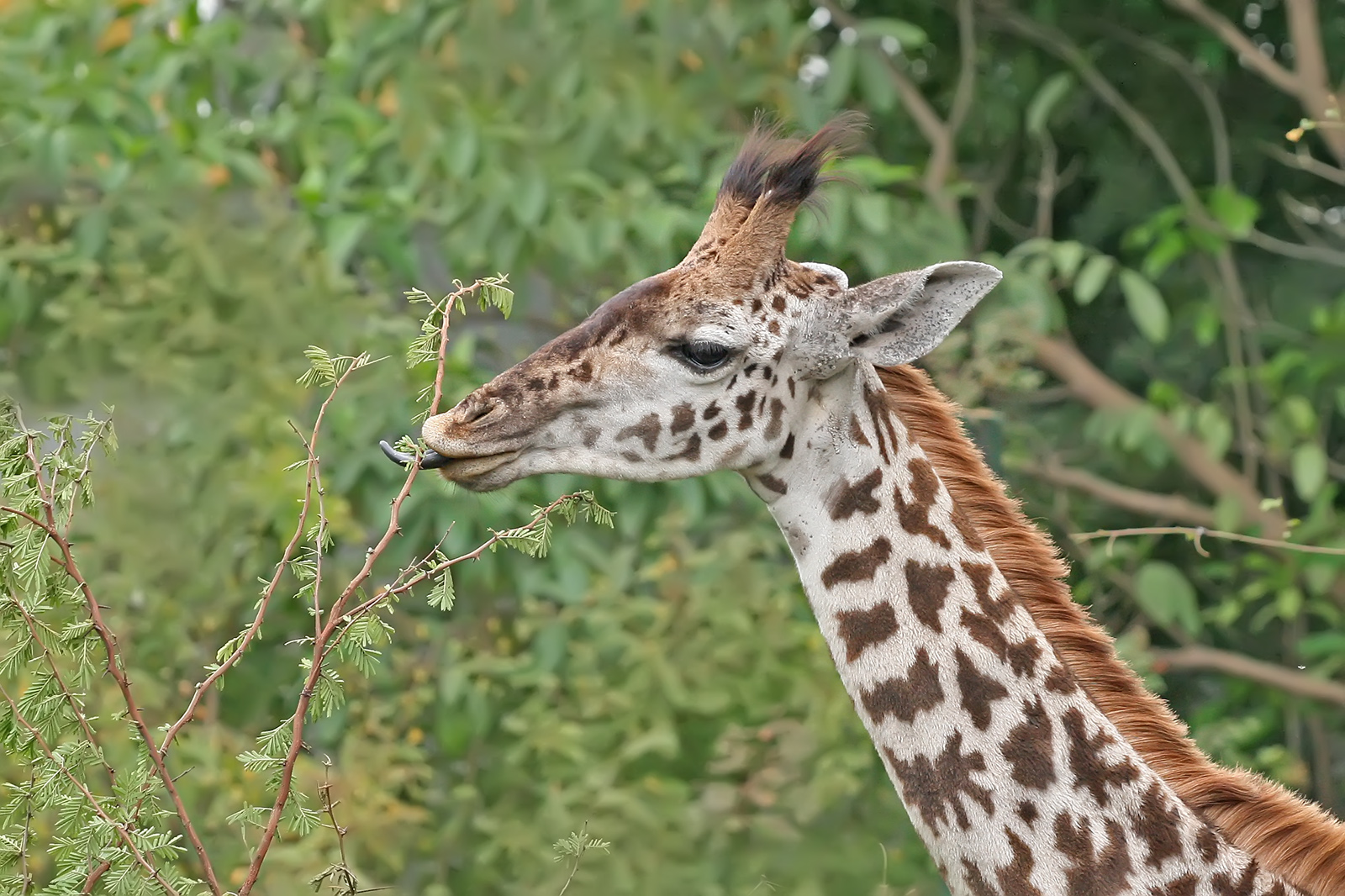
Żyrafa wyciągająca język, by dosięgnąć nim pokarmu. Jej język, wargi i podniebienie są wystarczająco wytrzymałe, by mogła ona pożywać ostre ciernie drzew.

Żyrafa zazwyczaj zasiedla sawanny, tereny trawiaste i otwarte tereny drzewiaste. Preferuje tereny drzewiaste porośnięte roślinami z rodzajów Acacia, Commiphora, Combretum i otwarte z Terminalia niżeli gęściej zadrzewione siedliska, jak tereny lesiste z Brachystegia. G. c. angolensis spotyka się w siedliskach pustynnych. Żyrafa pasie się na gałązkach drzew, preferując rodzaje Acacia, Commiphora i Terminalia, które stanowią ważne dla utrzymania tempa wzrostu zwierzęcia źródło wapnia i białek. Ssak ten spożywa też krzewy, trawę i owoce. Zjada około 34 kg liści dziennie. Zestresowany, żuje korę gałązek. Chociaż żyrafa jest roślinożerna, widywano osobniki zlizujące wysuszone mięso z kości padliny.
W czasie pory deszczowej jedzenia jest pod dostatkiem i żyrafy bardziej się rozprzestrzeniają, zaś podczas pory suchej gromadzą się w rejonie koncentracji drzew wiecznie zielonych i buszu. Matki starają się pożywiać na terenach otwartych, prawdopodobnie z uwagi na łatwość wypatrzenia tam drapieżnika. Zmniejsza to jednak efektywność pobierania pokarmu. Należąc do przeżuwaczy, zwierzę najpierw przeżuwa pokarm, po czym połyka go. Po nadtrawieniu na wpół strawiony pokarm wraca do jamy ustnej, gdzie zostaje powtórnie przeżuty. Żyrafy często ślinią się podczas żerowania. Stworzenie to potrzebuje mniej pokarmu niż wiele innych roślinożerców, ponieważ spożywane przezeń liście cechują się większą koncentracją składników odżywczych, ma ono także bardziej wydajny układ pokarmowy. Wypróżnia odchody w formie małych grudek. Posiadając dostęp do wody, żyrafa pije z przerwami nie dłuższymi niż 3 dni. Pije średnio przez 8 min. Ponieważ jej przednie nogi są dłuższe od szyi, by dosięgnąć pyskiem lustra wody, musi rozstawić nogi na boki.
Ssak wywiera znaczny wpływ na drzewa, na których żeruje. Opóźnia wzrost młodych drzew o kilka lat i tworzy wcięcia, „talie” drzewom wysokim. Szczyt pobierania pokarmu przypada na pierwsze i ostatnie godziny dnia. W trakcie dnia żyrafy głównie stoją i przeżuwają. Przeżuwanie stanowi też dominujący rodzaj aktywności żyrafy w nocy, ale wtedy odbywa się na leżąco.
Zagęszczenie populacji w Sweetwaters Game Reserve w Kenii wynosi 1,9 osobnika na km². Wielkość areałów osobniczych waha się, zależnie od pory roku i jakości siedliska, od 5 do 992 km² (średnio od 46,6 do 90,7 km²), areały poszczególnych osobników często nakładają się. Osobniki populacji występującej w Nigrze zajmują inne tereny (busz) podczas pory deszczowej, podczas pory suchej przemieszczając się na tereny uprawne i pastwiska. Zasięg tych migracji wynosi do 80–200 km, w przypadku pojedynczych osobników do 300 km.
Analiza mikrosatelitarnego DNA wykazała, że współczynnik migracji pomiędzy sześcioma wyróżnianymi przez Browna podgatunkami wynosi mniej niż 0,2% na pokolenie i że poszczególne populacje różnią się znacząco pomiędzy sobą pod względem struktury genetycznej, co świadczy o niewielkim przepływie genów pomiędzy tymi podgatunkami i o silnej izolacji poszczególnych populacji, większej niż u innych dużych ssaków afrykańskich.

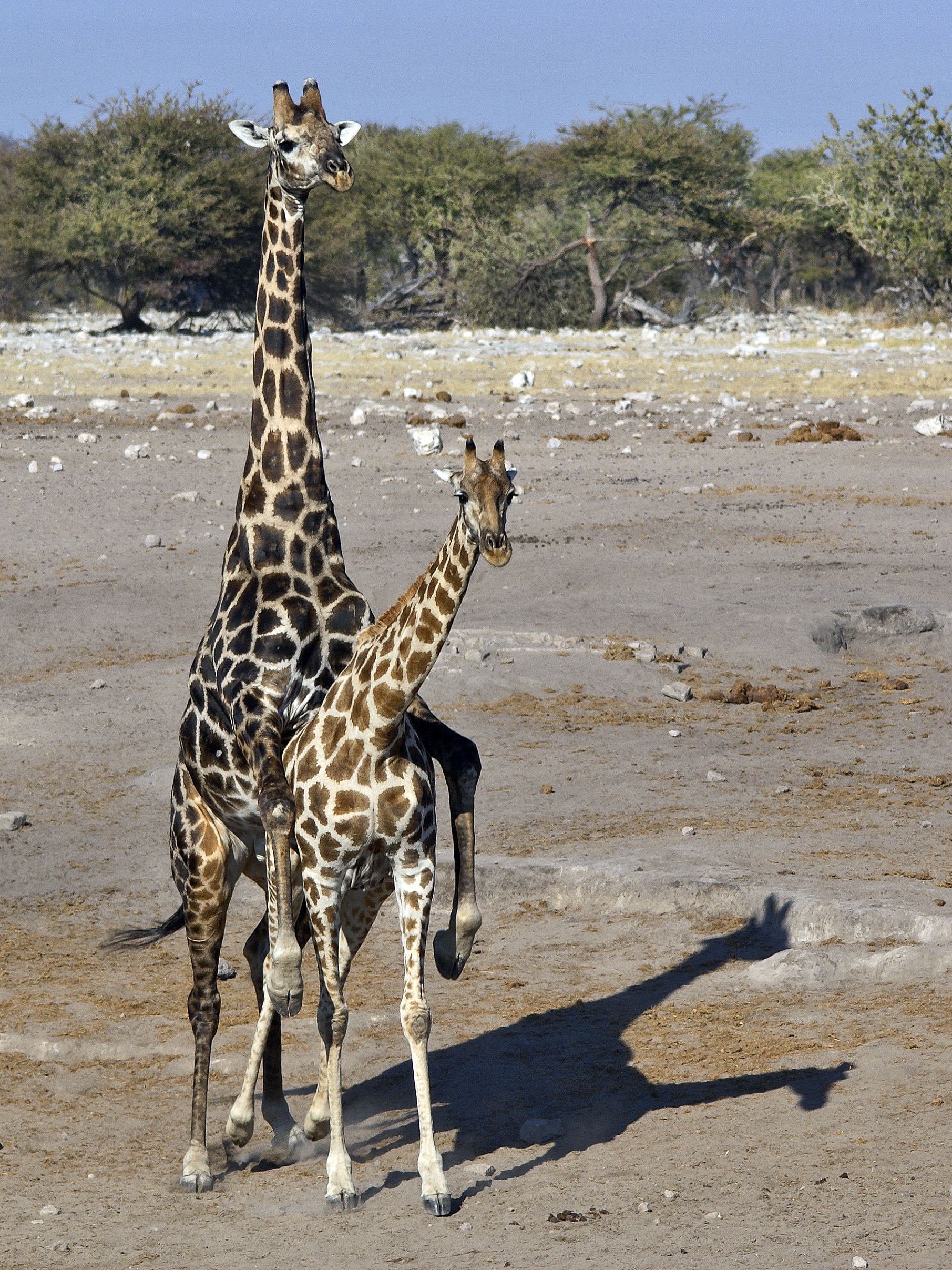
Samiec Giraffa camelopardalis angolensis wspinający się na samicę. Tylko dominujące samce mogą tego dokonać

### Zachowania społeczne i rozmnażanie
Żyrafy zazwyczaj spotyka się w grupach. Są to jednak grupy otwarte, których skład ciągle się zmienia. Osobniki łączą nieliczne silne więzy społeczne i członkowie zgromadzeń zmieniają się co kilka godzin. Dla celów badawczych grupę zdefiniowano jako zbiór osobników znajdujących się w odległości mniej niż 1 km od siebie i przemieszczających się zasadniczo w tym samym kierunku. Liczba zwierząt w takim zgromadzeniu może wynosić do 32 żyraf. Najbardziej stabilne grupy składają się z matek i ich młodych. Skupienia takie utrzymują się przez tygodnie, a nawet całe miesiące. Osobniki trzymane są w niej razem poprzez więzi łączące cielęta. Istnieją także grupy mieszane pod względem płci, które tworzą dorosłe samice i młode samce. Prawie dorosłe samce są szczególnie społeczne i często przeprowadzają pojedynki. Jednak dorastając, stają się bardziej samotnicze. Zwierzę nie wykazuje terytorializmu, ale istnieją areały osobnicze. Samce okazjonalnie wędrują daleko z obszarów o normalnej gęstości osobników.
Zwierzę jest ogólnie ciche i nie wydaje dźwięków. Słyszano jednak różne dźwięki służące komunikacji. Podczas kopulacji samce wydają głośne kaszlnięcia. Samice nawołują swoje młode porykiwaniem. Cielęta prychają, beczą, muczą i miauczą. Poza tym żyrafy chrapią, piszczą, jęczą i wydają z siebie fletowate dźwięki. Odnotowano też posługiwanie się przez żyrafy infradźwiękami.

#### Reprodukcja
Żyrafy rozmnażają się poligamicznie. Kilka starszych samców łączy się z płodnymi samicami. Samce sprawdzają płodność płci przeciwnej, smakując mocz samic i w ten sposób wykrywając ruję w wielostopniowym procesie zwanym grymasem flehmen. Samce preferują młode, choć dorosłe już samice nad osobnikami młodocianymi bądź innymi dorosłymi. Kiedy samica w rui (a więc płodna) zostanie wykryta, samiec stara się ją pokryć. Podczas zbliżenia dominujący samiec trzyma osobniki podporządkowane na dystans. Podczas kopulacji staje on na tylnych kończynach, unosząc głowę i trzymając przednie kończyny na bokach swej wybranki.

##### Poród i opieka rodzicielska

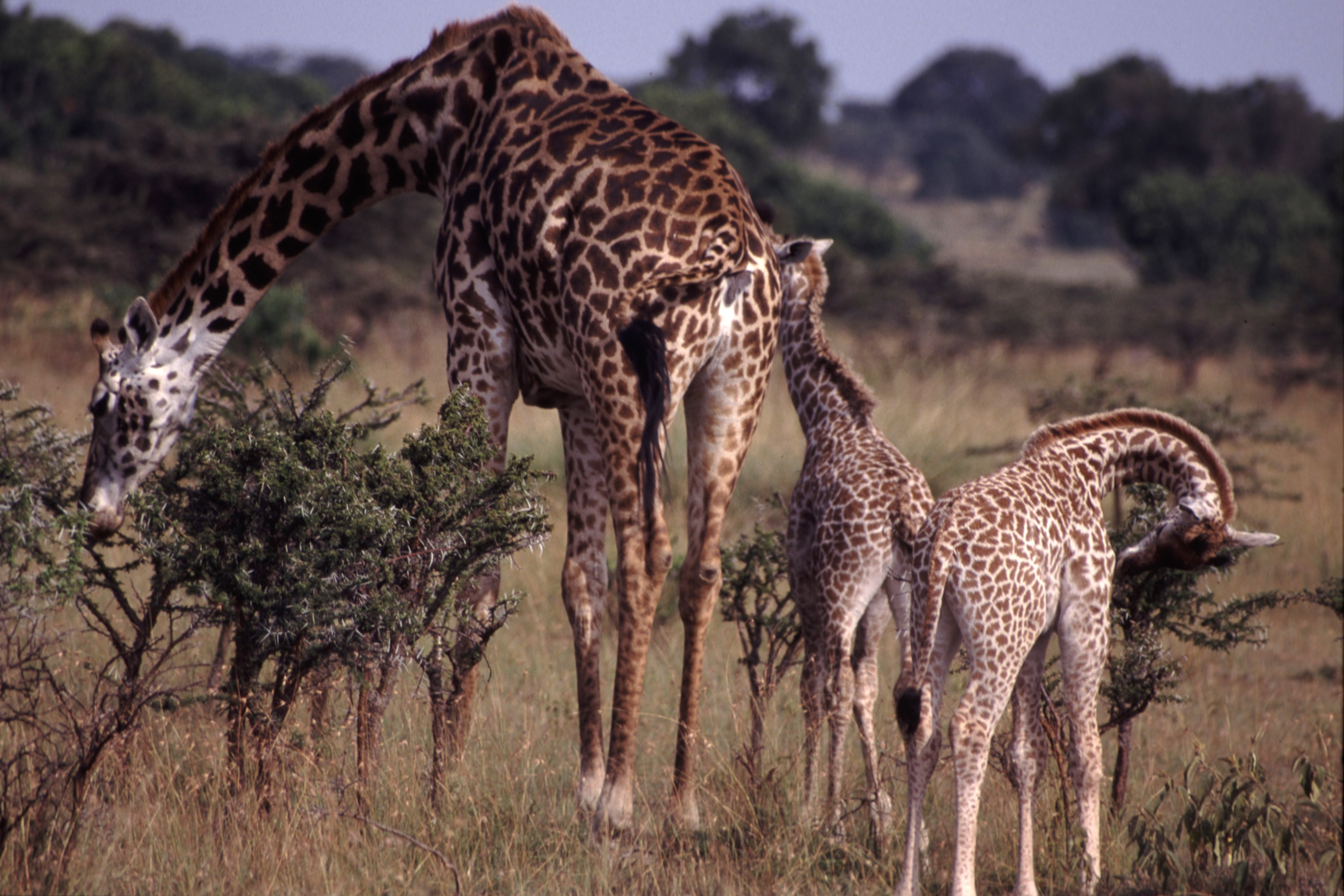
Matka karmiąca swe dziecko. Samice z młodymi mogą gromadzić się w grupy

Ciąża trwa u żyrafy 15 miesięcy, dokładniej 460 dni. Opisano jednak poród po 420 dniach ciąży. Początkowo zarodek rozwija się wolno i ciążę trudno wykryć w początkowych stadiach. W niewoli młode rodzą się równomiernie, niezależnie od pory roku. W naturze zależy to od czasu zapłodnienia, które zdarza się częściej w pewnych porach roku, na przykład w San Diego Wild Animal Park ¾ z nich przypada na kwartał od stycznia do marca. Podczas porodu ciężarna samica stoi. Na świat zewnętrzny najpierw wydostają się głowa i przednie kończyny noworodka, przebijając błony płodowe i spadając na podłoże. Następnie przerwaniu ulega sznur pępowinowy. Potem matka pielęgnuje noworodka i pomaga mu stanąć. W kilka godzin po przyjściu na świat potrafi on już biegać i zazwyczaj nie sposób go odróżnić od rocznego cielaka. Jednak przez pierwsze 1-3 tygodnie cielę spędza większość czasu, ukrywając się. Wzór jego umaszczenia zapewnia kamuflaż. Ossikony, leżące płasko podczas życia wewnątrzmacicznego, w kilka dni ulegają wyprostowaniu. Śmiertelność noworodków nie zależy od płci. Większość zgonów cieląt ma miejsce w pierwszym miesiącu życia, również w niewoli.
Matki z cielętami gromadzą się w specjalnych stadach, razem przemieszczają się i pasą. W takiej grupie samice mogą czasami zostawić swe młode z inną samicą, kiedy żerują lub piją, mówi się tutaj o „żłobku”. Dorosłe samce prawie nigdy nie biorą żadnego udziału w wychowywaniu potomstwa, aczkolwiek wydają się pozostawać w przyjacielskich relacjach. Cielęta narażone są na ataki drapieżników. Matka staje więc nad nimi i kopie zbliżające się drapieżniki. Samice opiekujące się żłobkami w razie dostrzeżenia zagrożenia alarmują tylko swoje własne dziecko, ale inne zauważają to i naśladują jego zachowanie. Więź łącząca matkę i cielę jest zmienna, może trwać do następnego cielenia się. Młode może jednak ssać mleko tylko przez miesiąc lub nawet rok-dwa. Średnia wynosi 9 miesięcy. Mleko matki zawiera 6% białka i 13–17% tłuszczu. Po 3-4 tygodniach cielę zaczyna też przyjmować pokarm stały.
Wydawanie na świat potomstwa łączy się z wielkim wydatkiem energetycznym dla matki, najwięcej energii samica parzystokopytnych zużywa jednak na karmienie. Dlatego ssanie wiąże się z wydzielaniem gonadoliberyny, która hamuje cykl rujowy. Żyrafa rozpoczyna powtórnie cykl od 20 do 100 dni lub czterech miesięcy po porodzie. Średni okres pomiędzy porodami kolejnych cieląt zależy od podgatunku. U G. c. tippelskirchi wynosi 741 dni, u G. c. rothschildi 562 dni, a u G. c. reticulata 529 dni. Minimum dla tych podgatunków wynosiło 420 dni, maksimum 1148 dni. Był on znacznie krótszy, jeśli poprzednie cielę zmarło w 1. miesiącu życia. Badania, z których pochodzą te dane, przeprowadzono w niewoli.
Samice osiągają dojrzałość seksualną w wieku czterech lat, samce zaś w wieku czterech bądź pięciu lat. Samce muszą jednakże czekać do wieku co najmniej siedmiu lat, by doczekać się możliwości uczestniczenia w rozrodzie. Pierwszy poród może nastąpić w wieku 4–5 lat.

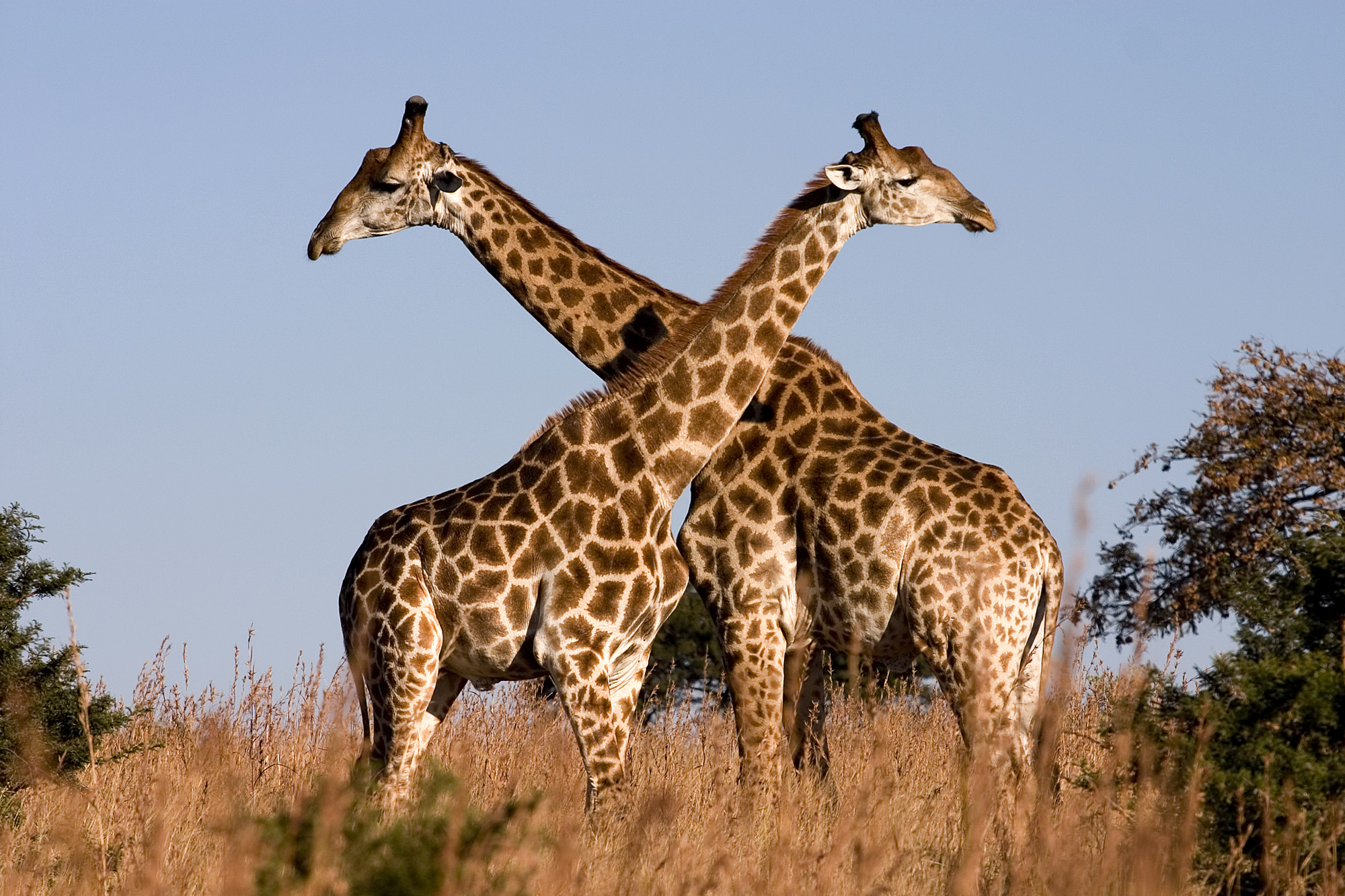
Samiec uprawia necking, by wykazać swą dominację

### Necking
Samce żyraf wykorzystują swe szyje w walce. Zachowanie to nosi nazwę necking. Służy ono ustaleniu dominacji. Samce, którym uda się wygrać w walce na szyje, osiągają większy sukces reprodukcyjny. Zachowanie to może pojawiać się z niską bądź wysoką intensywnością. Przy niewielkiej wojownicy ocierają się i opierają się o siebie. Starcie wygrywa pretendent, który potrafi się bardziej wyprostować. W neckingu o wysokiej intensywności wojownicy rozsuwają swoje kończyny przednie i uderzają o siebie szyjami, starając się uderzyć ossikonami. Przeciwnicy starają uchylić się przed uderzeniem drugiego i oddać cios. Energia uderzenia zależy od masy czaszki i łuku, po którym przebiega cios. Pojedynek może trwać ponad pół godziny, co zależy od tego, jak bardzo wyrównany poziom prezentują konkurenci.
Po tym zachowaniu dwa samce żyrafy często pieszczą się i występuje krycie ze wspinaniem się na byłego przeciwnika i szczytowaniem. Interakcje takie pomiędzy samcami okazały się być częstsze niż spółkowanie heteroseksualne. Podczas przeprowadzonego badania stwierdzono, że 94% obserwowanych wspięć zaistniało pomiędzy samcami. Proporcja czynności homoseksualnych wynosi jednak między 30 a 75%, przy czym tylko 1% incydentów wspinania się pomiędzy osobnikami nie różniącymi się płcią wydarzył się pomiędzy samicami.

### Interakcje międzygatunkowe

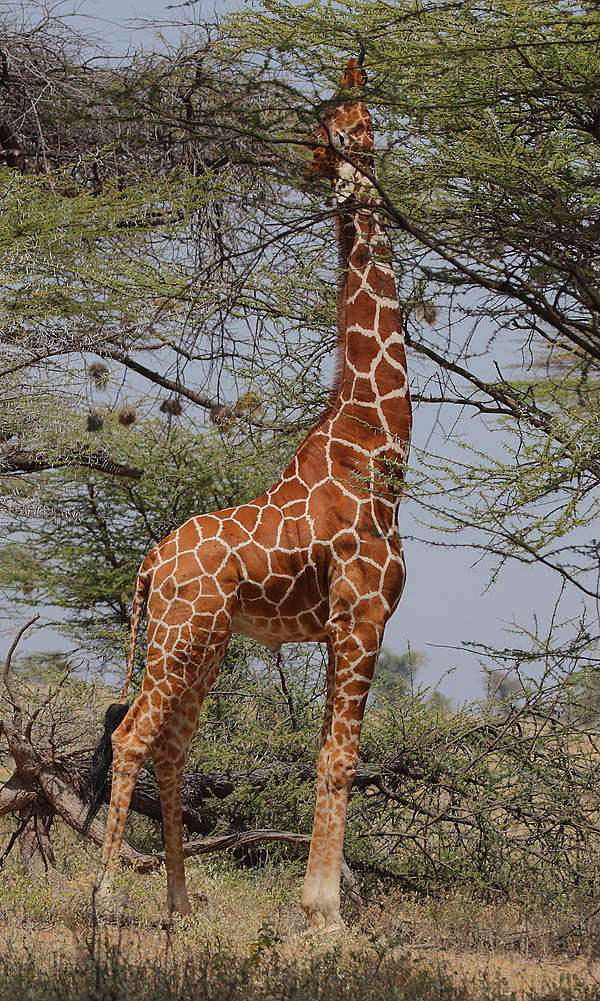
Dorosły samiec pasący się rosnącymi wysoko liśćmi akacji

Żyrafy cieszą się zwykle dłuższym życiem w porównaniu z innymi przeżuwaczami, sięgającym na wolności 25 lat. Z powodu swych rozmiarów, dobrego wzroku i silnych kopnięć osobniki dorosłe zazwyczaj nie padają ofiarą drapieżników. Mogą jednak stać się zdobyczą lwów, co zdarza się regularnie w Parku Narodowym Krugera. Zagrożenie dla zginającej się w dół w celu napicia się żyrafy stanowić może też krokodyl nilowy. Cielęta narażone są znacznie bardziej niż osobniki dorosłe. Oprócz lwów polują na nie lamparty, hieny cętkowane i likaony. Od jednej czwartej do połowy z nich osiąga dorosłość.
Żyrafy są także żywicielami pasożytów. Często żywią się na nich kleszcze, zwłaszcza w okolicy narządów rozrodczych zewnętrznych, gdzie skóra cechuje się mniejszą grubością niż w innych miejscach. Pasożytują głównie gatunki z rodzajów Hyalomma, Amblyomma i Rhipicephalus. Kopytnym pomagają bąkojad czerwonodzioby i bąkojad żółtodzioby czyszczące je z kleszczy i ostrzegające przed niebezpieczeństwem. Żyrafy są też żywicielami licznych gatunków pasożytów wewnętrznych. Nicień Monodontella giraffae wywołuje zmiany w wątrobie żyrafy, jak też okapi leśne.
Pasożytują na nich także robaki Parabronema skrjabini, Skrjabinema spp., Haemonchus mitchelli i Haemonchus contortus oraz larwy bąblowca. Kleszcze przenoszą wewnątrzkomórkowe apikompleksy z rodzajów Babesia i Theileria, a także Cytauxzoon, mogący doprowadzić do letalnej choroby. Zapadają też na różne choroby. Wymienia się tutaj choćby obecnie eradykowaną infekcję wirusową księgosusz. Żyrafy mogą chorować również na egzokrynną niewydolność trzustki, objawiającą się biegunką.
Żyrafy żerujące na kwiatach akacji Acacia nigrescens Oliver przyczyniają się do zapylania tych roślin.
Spasanie przez żyrafy jest na tyle intensywne, że doprowadziło do ewolucji rozmaitych mechanizmów obronnych u objadanych przez ten gatunek drzew. Jedną z form tej obrony jest symbioza roślin z agresywnymi gatunkami mrówek. Akacji Acacia drepanolobium bronią przed żyrafą mrówki z rodzaju Crematogaster (Crematogaster nigriceps, Crematogaster mimosae). Występują one częściej na drzewach przekraczających 1,3 m wysokości. Zagrożone, wydzielają charakterystyczny zapach, gryzą i żądlą. Z kolei Tetraponera penzigi bardziej żądli, niż gryzie. Szczególną wrażliwość na działanie mrówek wykazują cielęta, które w przeciwieństwie do starszych osobników pasą się na zasiedlonych przez mrówki drzewach przez krótszy czas. Poza tym C. mimosae prezentuje bardziej agresywne zachowanie, niż pozostałe wymienione wyżej gatunki mrówek. Dlatego też drzewa pozostające w symbiozie z tym właśnie gatunkiem są rzadziej obgryzane przez roślinożerców. Co więcej, ciernie wymienionego gatunku akacji są krótsze, niż u Acacia seyal niezasiedlanego przez symbiotyczne mrówki. U A. seyal odnotowano natomiast zależność pomiędzy długością i ilością cierni a wysokością: na poziomie żerowania żyraf ciernie są liczniejsze i dłuższe, niż wyżej. Jest to cecha indukowana przez żyrafę. Innym sposobem bronienia się roślin przed żerowaniem żyraf jest produkcja tanin, unikanych przez żyrafę. Wysokie ich konstytutywne stężenie odnotowano u Acacia sieberiana. U okazów intensywnie oskubywanych przez żyrafy wykazano również większe stężenie cyjanowodoru, jak też dłuższe kolce i mniejsze liście (są to cechy indukowane przez żyrafy).

## Żyrafa i człowiek

### Znaczenie historyczne i kulturowe

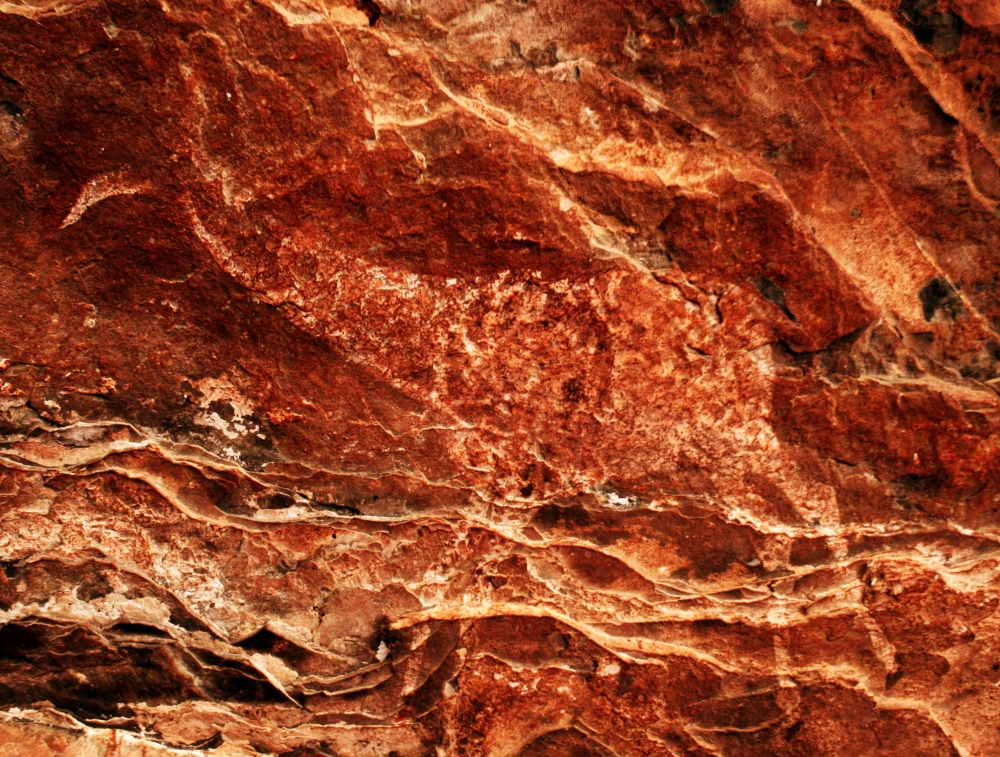
Buszmeński rysunek naskalny w Namibii przedstawiający żyrafę

Żyrafy i ludzie oddziaływali na siebie przez tysiąclecia. Buszmeni z południowej Afryki znają medyczne tańce nazwane imionami zwierząt. Taniec żyrafy wykonuje się w celu leczenia chorób głowy. Wiele afrykańskich opowieści ludowych stara się wyjaśnić, jak żyrafa stała się tak wysoka. Jedna z historii ze wschodniej Afryki opowiada, że żyrafa wyrosła tak wysoko od jedzenia zbyt wielu magicznych ziół. Zwierzę to przedstawiano w sztuce na całym kontynencie afrykańskim, w tym w kulturze Kiffian, starożytnym Egipcie i Meroe. Przedstawiciele kultury Kiffian stworzyli naturalnej wielkości podobizny żyraf na skale: dwie wygrawerowane żyrafy nazywane są największym skalnym petroglificznym dziełem sztuki na świecie. Liczne malowidła naskalne na Saharze przedstawiające żyrafy sugerują, że zwierzę to odgrywało istotną rolę w życiu mieszkańców tych terenów, zanim całkowicie one spustynniały. Na niektórych stanowiskach jest to dominujący wizerunek zwierząt, a często są przedstawiane z liną zwisającą z szyi. Egipcjanie oznaczali to zwierzę odrębnym hieroglifem, nazwanym ‘sr’ w języku staroegipskim i ‘mmy’ w późniejszych okresach. Trzymali też te kopytne jako zwierzęta domowe oraz przewozili je na statkach wokół basenu Morza Śródziemnego.

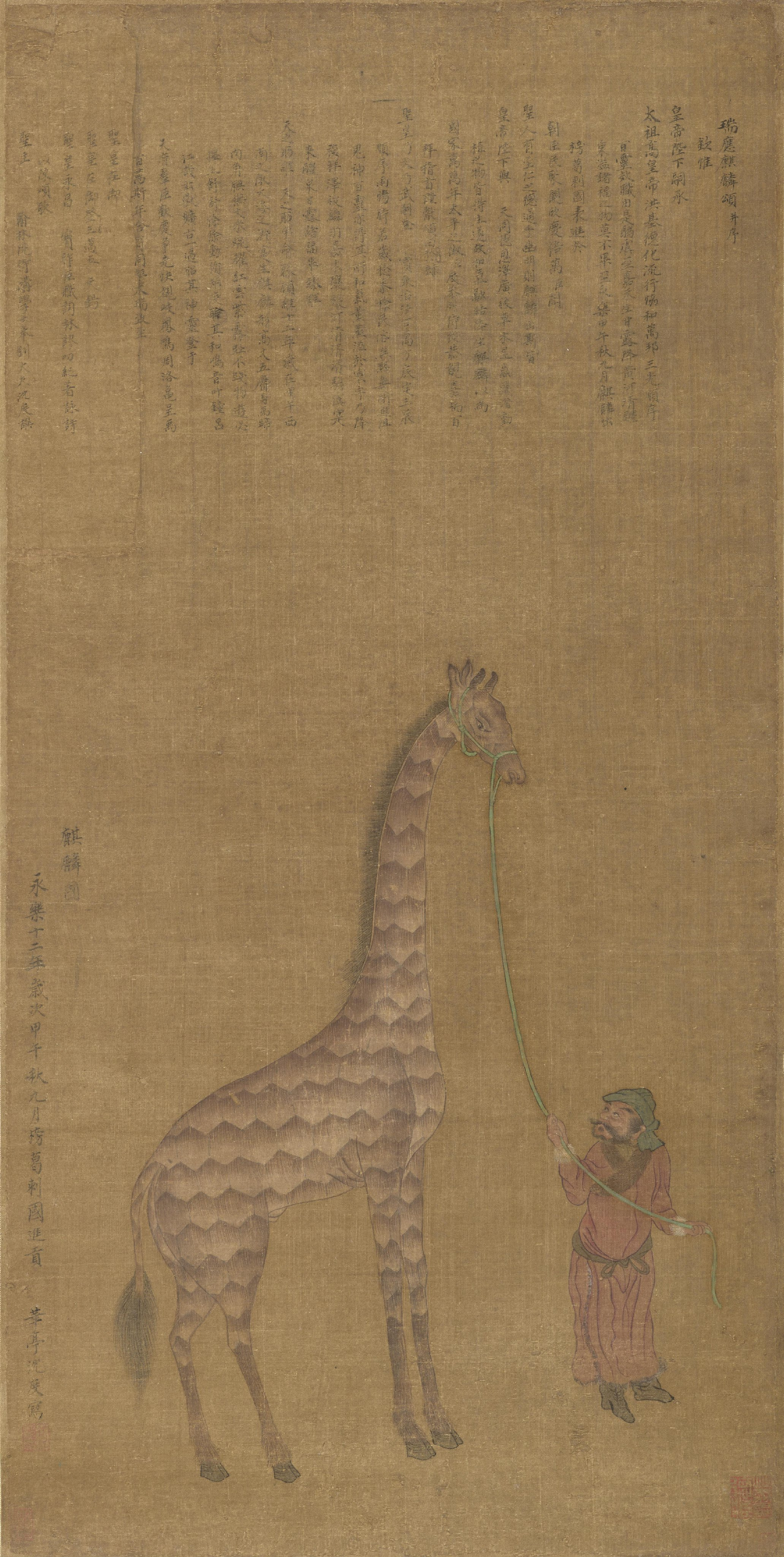
Rysunek przedstawiający żyrafę przywiezioną do Chin za czasów dynastii Ming

Żyrafy znali też starożytni Grecy i Rzymianie, który uważali je za sztuczną krzyżówkę wielbłąda i lamparta, dlatego też nazywali je camelopardalis. Należała do zwierząt kolekcjonowanych i wystawianych na arenach przez Rzymian. Pierwszy raz w Wiecznym Mieście żyrafy znalazły się za sprawą Juliusza Cezara w 46 p.n.e. Już wtedy pokazywano je publicznie. W starożytnym Rzymie wykorzystywano je jako element publicznych widowiskowych polowań (venationes). W roku 248 n.e. cesarz Filip Arab dla uczczenia tysiąclecia istnienia Rzymu wydał w Koloseum igrzyska, w czasie których zabito, obok innych zwierząt, 10 żyraf. Z upadkiem cesarstwa rzymskiego hodowla żyraf w Europie zanikła. W średniowieczu Europejczycy znali tego wielkiego ssaka tylko dzięki kontaktom z Arabami, którzy cenili żyrafy za ich charakterystyczny wygląd.

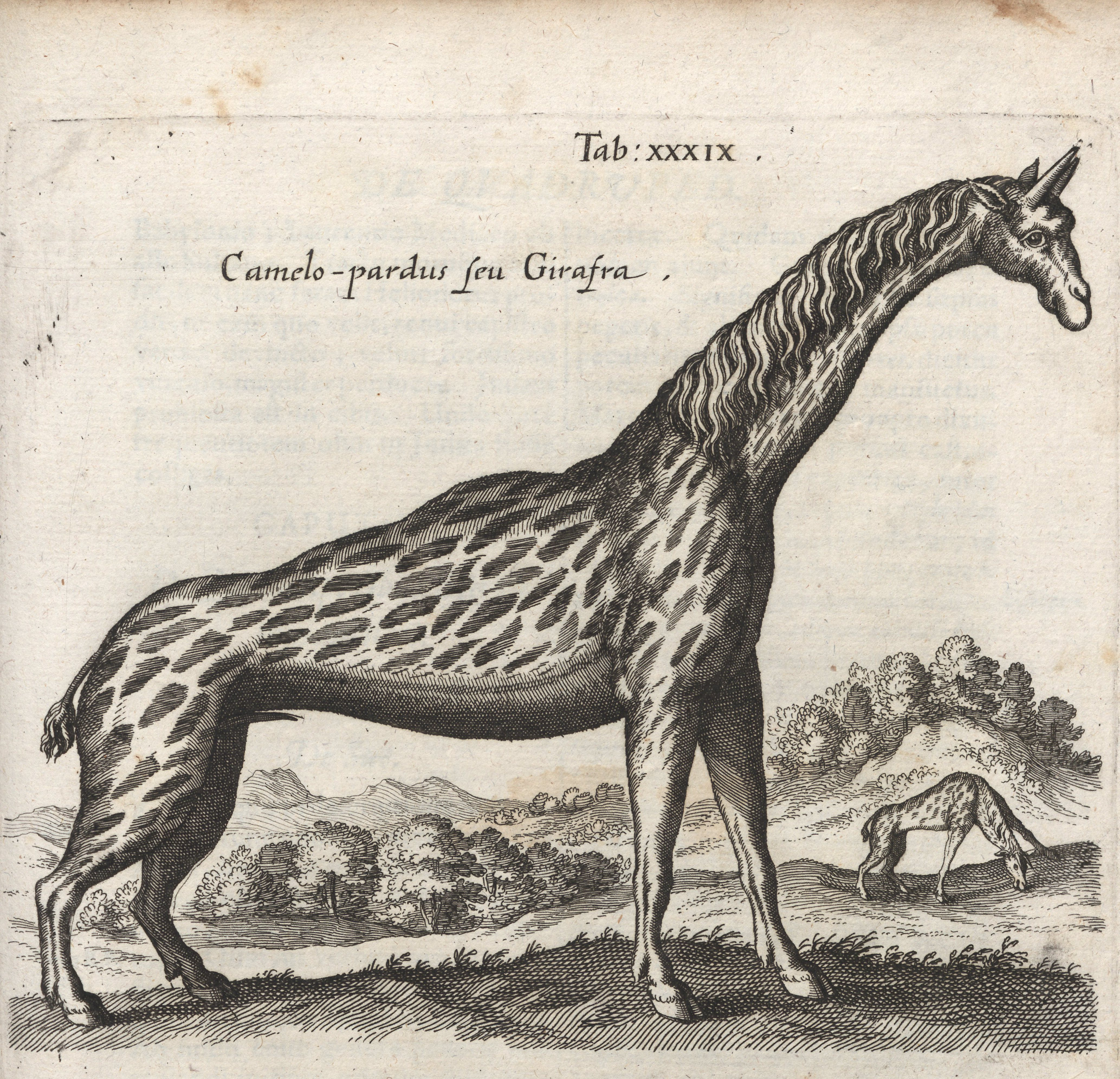
Żyrafa, sztych Jana Jonstona (1652)

W 1414 żyrafę przetransportowano drogą morską z Malindi do Bengalu. Admirał Zheng He zabrał ją później do Chin i umieścił w ogrodzie zoologicznym dynastii Ming. Zwierzę stało się źródłem fascynacji Chińczyków, którzy wiązali je z mitologicznym Qilinem (cesarz uznał tę opinię za niemądrą). Jedną żyrafę zaprezentowano Wawrzyńcowi Wspaniałemu Medyceuszowi w 1486. Zwierzę wywołało wielką sensację swoim przybyciem do Florencji. Kolejna słynna żyrafa została przewieziona z Egiptu do Paryża na początku XIX wieku, jako dar paszy Egiptu Muhammada Alego dla króla Francji Karola X. Z tej okazji wykonano wiele pamiątek.
Zwierzę jest również obecne w dzisiejszej kulturze. Salvador Dalí przedstawił je w płomieniach na jednym z jego surrealistycznych obrazów. Malarz uznał tego ssaka za symbol męskości. Jego Płonąca żyrafa oznaczać miała męskiego kosmicznego apokaliptycznego potwora. Żyrafę ukazywały też książki dziecięce, jak dzieła Davida A. Ufera The Giraffe Who Was Afraid of Heights (Żyrafa, która bała się wysokości), Gilesa Andreae Giraffes Can’t Dance (Żyrafa nie umie tańczyć) i Roalda Dahlla The Giraffe and the Pelly and Me (Żyrafa, Pelly i ja). Zwierzęta te pojawiły się też w filmach animowanych, jako drugoplanowe postacie filmów Disneya Król lew i Dumbo, ważniejsze role przypadły im w Dżungli i serii Madagaskar. Sophie the Giraffe była popularnym gryzakiem od 1961. Inną sławną fikcyjną żyrafą jest maskotka Toys „R” Us Geoffrey the Giraffe. Ssak ten jest również zwierzęciem narodowym Tanzanii.
Żyrafa stała się też obiektem eksperymentów naukowych i odkryć. Naukowcy zwrócili uwagę na własności skóry tego kręgowca, tworząc kombinezony ciśnieniowe dla astronautów i pilotów myśliwców, ponieważ ludzie wykonujący te zawody narażają się na utratę przytomności w wyniku napływu krwi do nóg spowodowanego dużymi przeciążeniami, jakim poddawane są ich ciała w trakcie lotu. Zainteresowanie budzi też sposób, w jaki generowany jest charakterystyczny wzór umaszczenia żyrafy. Udało się stworzyć komputerowy model tego procesu, bazujący na naśladowaniu procesów dyfuzji substancji chemicznych w tkankach i lokalnych reakcji chemicznych oraz interakcji pomiędzy grupami komórek (tzw. reaction-diffusion systems).
Przebieg nerwu krtaniowego wstecznego, który u żyrafy jest wyjątkowo długi (4,5–5 m) jest często przywoływany w polemikach ewolucjonistycznych jako argument przeciw koncepcji inteligentnego projektu, świadczący za ewolucją na drodze doboru naturalnego.
Gwiazdozbiór Żyrafy wprowadzony został do atlasów nieba w XVII stuleciu. Lud Tswana zamieszkujący Botswanę uważa natomiast Gwiazdozbiór Krzyża Południa za dwie żyrafy: gwiazdy Acrux i Mimosa tworzą samca, a Gacrux i Delta Crucis obrazują samicę.

### Eksploatacja, status i ochrona

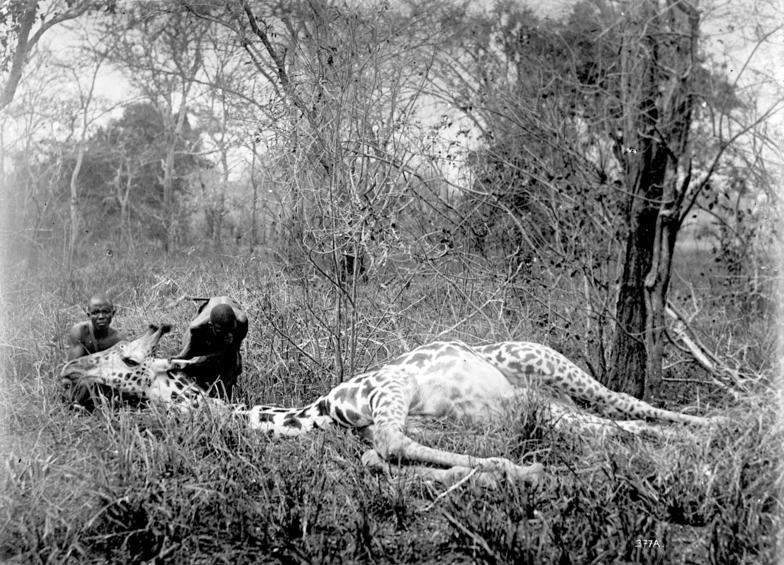
Żyrafa zabita przez plemiennego łowcę na początku XX wieku

Żyrafy stanowiły prawdopodobnie częsty cel myśliwych w Afryce. Różne części ich ciał służyły różnorodnym celom. Mięso spożywano. Kępa włosów z ogona służyła jako materiał do produkcji pacek na muchy, bransoletek, naszyjników i nici. Tarcze, sandały i bębny robiono ze skóry, ścięgna służyły do produkcji strun instrumentów muzycznych strunowych. Dym palonej żyrafiej skóry medycy z Bugandy wykorzystywali w próbach leczenia krwawienia z nosa. W XIX stuleciu Europejczycy zaczęli urządzać polowania dla sportu. Zniszczenie siedliska również uderzyło w żyrafy. Na Sahelu zapotrzebowanie na drewno na opał i miejsce na pastwiska dla zwierząt hodowanych przez człowieka doprowadziło do wylesiania rozległych obszarów. Normalnie żyrafy żyją wspólnie z trzodą hodowlaną, nie konkurując z nią bezpośrednio. Obecnie największe zagrożenia dla gatunku wiążą się z kłusownictwem i degradacją siedlisk. Dotyczą głównie populacji żyjących na północy zasięgu. Żyrafa należy do ulubionych zdobyczy kłusujących w Parku Narodowym Serengeti, jak też w okolicach Parku Narodowego Katavi. Zagęszczenie żyraf na terenach zagrożonych kłusownictwem jest niższe, niż na wolnych od niego. Niekorzystną rolę odegrały też rozgrywające się tam konflikty wojenne. Działania takie w Somalii, Kenii i Etiopii doprowadziły do spadku liczebności żyrafy siatkowanej poniżej 5000 sztuk. W Nigrze negatywny wpływ wywołuje spadek wilgotności. Turyści nie wywierają istotnego wpływu na zagęszczenie populacji.
Gatunkowi Giraffa camelopardalis w 2016 roku IUCN przypisała kategorię narażony (VU – Vulnerable). Jeszcze w 2010 roku IUCN przypisywał kategorię najmniejszej troski (LC – Least Concern). Wciąż występuje on licznie, chociaż w ostatnich 30 latach jego populacja spadła o około 36 – 40%. Żyrafę wytępiono na licznych obszarach jej historycznego zasięgu występowania: w Erytrei, Gwinei, Mauretanii i Senegalu. Może ona także zniknąć w Angoli, Mali i Nigerii. Introdukowano ją zaś w Rwandzie i Suazi. Dwa podgatunki, G. c. peralta i G. c. rothschildi, zaklasyfikowano jako zagrożone (EN – Endangered), ponieważ ich dzikie populacje liczą setki osobników. Populację G. c. rothschildi w 2016 szacowano na 1600 osobników, tak jak podgatunku nominatywnego. W 1997 Jonathan Kingdon zasugerował, że G. c. camelopardalis jest najbardziej zagrożona ze wszystkich. W 2016 mogła liczyć mniej niż 650 osobników (-97% względem 1981 roku). Prywatne rezerwaty zwierzyny przyczyniły się do ochrony populacji żyraf na południu Afryki. Giraffe Manor to popularny hotel w Nairobi stanowiący też rezerwat żyrafy Rothschilda. Na większości zasięgu występowania gatunek podlega ochronie prawnej. W 1999 jego liczebność na wolności szacowano na 110 tysięcy dojrzałych płciowo zwierząt(wszystkich wynosiła 150 tysięcy), ale w 2016 pozostało już poniżej 69 tysięcy zwierząt dojrzałych (wszystkich wynosiła 97 tysięcy). Całkowita liczebność gatunku nadal spada. Istnieją jednak miejsca, gdzie odnotowano lokalny wzrost. Na przykład w Nigrze w 1999 żyło 79 osobników, a w 2007 ponad 200.
Zwierzę zamieszkuje liczne tereny chronione. Wedle IUCN może żyć w nich lub w ich okolicy nawet 40% całkowitej populacji. W Parku Narodowym Wodospadu Murchisona (Uganda) żyje 240 sztuk. Tworzą one stabilną populację. Z kolei w Parku Narodowym Ruma (Kenia) żyje 130 żyraf. Populacja ta, w przeszłości reintrodukowana, znów się zmniejsza, za co odpowiada kłusownictwo. Również populacje zamieszkujące Park Narodowy Serengeti w Tanzanii i Park Narodowy Tsavo w Kenii się kurczą. IUCN wymienia tu także Park Narodowy Waza w Kamerunie, Park Narodowy Boma w Sudanie, Park Narodowy South Luangwa w Zambii, Park Narodowy Etoszy w Namibii, Park Narodowy Hwange w Zimbabwe oraz Park Narodowy Krugera w Południowej Afryce. Dowiedziono, że zagęszczenie zwierząt na obszarach objętych ochroną bez zagrożenia ze strony kłusownictwa jest większe niż na niechronionych również niezagrożonych kłusownictwem.
Działania zmierzające do ochrony żyrafy poza obszarami chronionymi prawnie podejmuje się m.in. w Nigrze. Żyje tam niewielka (160-180 osobników) populacja stanowiąca podgatunek G. c. peralta. Nie są one hodowane w niewoli, a ich najbliżsi krewni to zwierzęta z Afryki Wschodniej (żyrafa Rothschilda, żyrafa siatkowana).

### Filatelistyka
Poczta Polska wyemitowała 21 sierpnia 1972 r. znaczek pocztowy przedstawiający żyrafę o nominale 40 gr, w serii Zwierzęta ZOO. Druk w technice offsetowej na papierze kredowym. Autorem projektu znaczka był Janusz Grabiański. Znaczek pozostawał w obiegu do 31 grudnia 1994 r.